# Lista de quadrinhos do Batman

Batman #1 (Verão 1940). Arte de Bob Kane e Jerry Robinson.

Batman foi mostrado em várias séries regulares, séries limitadas e graphic novels publicadas pela DC Comics. Esses títulos foram tratados ou coordenados por uma única seção editorial na DC Comics. A lista abaixo apresenta esses títulos separados pelo tipo geral de publicação.

## Séries regulares
| Título                                     | Edições                 | Data de capa inicial               | Data de capa final       | Notas |
| ------------------------------------------ | ----------------------- | ---------------------------------- | ------------------------ | --- |
| Detective Comics                           | #27 – 881               | Maio de 1939                       | Outubro de 2011          | Detective Comics teve uma frequência variada de publicação, de trimestral para mensal e variou entre uma série de antologia e histórias simples. As primeiras 26 edições não mostraram o Batman, houve apenas uma menção pela primeira vez na edição 26. A série incluiu ainda uma edição #0 com data de capa de outubro de 1994 e a #1,000,000 com capa de data de novembro de 1998. |
| Batman                                     | #1 – 713                | Primavera de 1940                  | Outubro de 2011          | A série incluiu ainda uma edição #0 com data de capa de outubro de 1994 e a #1,000,000 com capa de data de novembro de 1998. |
| World's Finest Comics                      | #1 – 323                | Primavera de 1941                  | Janeiro de 1986          | A primeira edição foi publicada sob o título World's Best Comics. A premissa principal da série foi para ser um título team-up de Batman – Superman. Durante dua publicação, o título variou de publicação trimestral para mensal. |
| Star-Spangled Comics                       | #65 – 130               | Fevereiro de 1947                  | Julho de 1952            | Uma tira estrelando o Robin foi adicionada à série de antologia na edição #65 e continuou até o final da série. |
| The Brave and the Bold                     | #67 – 200               | Agosto / Setembro de 1966          | Julho de 1983            | Originalmente, Brave and the Bold é uma série de antologia / teste, tornando-se um título team up na edição #50. Na #67, Batman tornou-se o personagem principal usado na série. Durante sua circulação, a série variou entre uma publicação quinzenal e mensal. |
| The Joker                                  | #1 – 9                  | Maio de 1975                       | Setembro–Outubro de 1976 | Publicado quinzenalmente. |
| Batman Family                              | #1 – 20                 | Setembro–Outubro de 1975           | Outubro–Novembro de 1978 | Série de antologia publicada quinzenalmente. |
| Man-Bat                                    | #1 – 2                  | Dezembro de 1975–Janeiro de 1976   | Fevereiro–Março de 1976  | Publicado quinzenalmente. |
| Batman and the Outsiders                   | #1 – 32                 | Agosto de 1983                     | Abril de 1986            | A série continuou após a saída do Batman, mas rebatizada como The Adventures of the Outsiders na edição #33. |
| The Outsiders                              | #1 – 28                 | Novembro de 1985                   | Fevereiro de 1988        | |
| The Adventures of the Outsiders            | #33 – 46                | Maio de 1986                       | Junho de 1987            | Continuou a Batman and the Outsiders como Adventures of the Outsiders até seu cancelamento na edição #46. Da #38–46 foram reimpressões de The Outsiders (vol. 1). |
| The Huntress                               | #1 – 19                 | Abril de 1989                      | Outubro de 1990          | |
| Legends of the Dark Knight                 | #1 – 36                 | Novembro de 1989                   | Final de Agosto de 1992  | A série continuou, mas foi rebatizada como Batman: Legends of the Dark Knight na edição #37. Publicado, tanto mensal como quinzenalmente. |
| Batman: Shadow of the Bat                  | #1 – 94                 | Junho de 1992                      | Fevereiro de 2000        | A série inclui ainda uma edição #0 com data de capa de outubro de 1994 e a #1,000,000 com capa de data de novembro de 1998. |
| Batman: Legends of the Dark Knight         | #37 – 214               | Setembro de 1992                   | Março de 2007            | A série é uma continuação da Legends of the Dark Knight #36. Teve ainda uma edição #0 com data de capa de outubro de 1994. |
| The Batman Adventures                      | #1 – 36                 | Outubro de 1992                    | Outubro de 1995          | Baseada na série de animação para TV Batman: The Animated Series. |
| Catwoman volume 2                          | #1 – 94                 | Agosto de 1993                     | Julho de 2001            | A série teve uma edição #0 com data de capa de outubro de 1994. |
| Outsiders volume 2                         | #1 – 24                 | Novembro de 1993                   | Novembro de 1995         | A série teve 26 edições, começando na edição #1 que foi impressa com duas capas e numeradas como "1α" e "1Ω" com data de capa de novembro de 1993 e a edição #0 (entre a #11 e #12) com data de capa de outubro de 1994. |
| Robin volume 2                             | #1 – 183                | Novembro de 1993                   | Abril de 2009            | A série inclui uma #0 com data de capa de outubro de 1994 e a #1,000,000 com data de capa de novembro de 1998. |
| Azrael                                     | #1 – 46                 | Fevereiro de 1995                  | Maio de 2003             | A série inclui uma edição #1,000,000 com data de capa de novembro de 1998. A série foi rebatizada como Azrael: Agent of the Bat na edição #47. |
| The Batman Chronicles                      | #1 – 23                 | Julho de 1995                      | Inverno de 2001          | Publicado trimestralmente. |
| The Batman and Robin Adventures            | #1 – 25                 | Outubro de 1995                    | Dezembro de 1997         | Baseado na série de animação The Adventures of Batman & Robin. |
| Nightwing volume 2                         | #1 – 153                | Outubro de 1996                    | Abril de 2009            | A série inclui as edições numeradas 1\2, e a edição #1,000,000 datada de novembro de 1998. |
| Robin Plus                                 | #1 – 2                  | Dezembro de 1996                   | Dezembro de 1997         | |
| Batman: Gotham Adventures                  | #1 – 60                 | Junho de 1998                      | Maio de 2003             | Baseada na série de animação para TV. |
| Batman 80-Page Giant                       | #1 – 3                  | Agosto de 1998                     | Julho de 2000            | Publicado anualmente. |
| Azrael: Agent of the Bat                   | #47 – 100               | Dezembro de 1998                   | Maio de 2003             | A série é uma continuação de Azrael #46. |
| Birds of Prey                              | #1 – 127                | Janeiro de 1999                    | Abril de 2009            | |
| Anarky                                     | #1 – 8                  | Maio de 1999                       | Dezembro de 1999         | |
| Batman Beyond volume 2                     | #1 – 24                 | Novembro de 1999                   | Outubro de 2001          | Baseado na série de animação Batman Beyond. |
| Batman: Gotham Knights                     | #1 – 74                 | Março de 2000                      | Fevereiro de 2006        | |
| Batgirl                                    | #1 – 73                 | Abril de 2000                      | Abril de 2006            | |
| Harley Quinn                               | #1 – 38                 | Dezembro de 2000                   | Janeiro de 2004          | |
| Catwoman volume 3                          | - #1 – 82 - #83         | - Janeiro de 2002 - Março de 2010  | Outubro de 2008          | - Publicado sob a imagem comercial "Blackest Night". |
| Gotham Central                             | #1 – 40                 | Fevereiro de 2003                  | Abril de 2006            | |
| Batman Adventures volume 2                 | #1 – 17                 | Junho de 2003                      | Outubro de 2004          | |
| Outsiders volume 3                         | #1 – 50                 | Agosto de 2003                     | Novembro de 2007         | |
| Superman/Batman                            | #1 – 87                 | Outubro de 2003                    | Outubro de 2011          | |
| The Batman Strikes!                        | #1 – 50                 | Novembro de 2004                   | Dezembro de 2008         | Baseado na série de animação The Batman. |
| Batman Confidential                        | #1 – 54                 | Dezembro de 2006                   | Maio de 2011             | |
| Batman and the Outsiders volume 2          | - #1 – 14 - #40         | - Dezembro de 2007 - Julho de 2011 | Fevereiro de 2009        | A série continuou, mas foi rebatizada como The Outsiders volume 4 na edição #15. A edição final (#40) da série saiu com o antigo título da série, Batman and the Outsiders. |
| Batman: The Brave and the Bold             | #1 – 22                 | Março de 2009                      | Dezembro de 2010         | Baseado na série de TV Batman: The Brave and the Bold. |
| The Outsiders volume 4                     | #15 – #39               | Abril de 2009                      | Junho de 2011            | A série é uma continuação da Batman and the Outsiders volume 2 #14. O título foi alterado para o anterior na edição #40. |
| Batman: Streets of Gotham                  | #1 – 21                 | Agosto de 2009                     | Maio de 2011             | |
| Batman and Robin                           | #1 – 26                 | Agosto de 2009                     | Outubro de 2011          | |
| Gotham City Sirens                         | #1 – 26                 | Agosto de 2009                     | Outubro de 2011          | |
| Red Robin                                  | #1 – 26                 | Agosto de 2009                     | Outubro de 2011          | |
| Batgirl volume 3                           | #1 – 24                 | Outubro de 2009                    | Outubro de 2011          | |
| Azrael volume 2                            | #1 – 18                 | Dezembro de 2009                   | Maio de 2011             | |
| Birds of Prey volume 2                     | #1 – 15                 | Julho de 2010                      | Outubro de 2011          | |
| Batman: The Dark Knight                    | #1 – 5                  | Janeiro de 2011                    | Outubro de 2011          | |
| Batman Incorporated                        | #1 – 8                  | Janeiro de 2011                    | Outubro de 2011          | |
| Batwoman                                   | #0 – 40                 | Janeiro de 2011                    | Maio de 2015             | A #0 de janeiro de 2011 foi a única edição de Batwoman volume 1. Em setembro de 2011, Batwoman volume 2 foi lançada como parte dos Novos 52. Em setembro de 2012, Batwoman vol. 2 #0 saiu como parte do evento Zero Month ["Mês Zero"]. O volume 2 também teve os Anuais #1 e #2, e a Futures End #1. Encerrado na #40.                                                               |
| The All New Batman: The Brave and the Bold | #1 – 16                 | Janeiro de 2011                    | Abril de 2012            | Baseado na série de TV Batman: The Brave and the Bold. |
| Batman Beyond volume 4                     | #1 – 8                  | Março de 2011                      | Outubro de 2011          | |
| Batgirl volume 4                           | #1 – 52                 | Novembro de 2011                   | Julho de 2016            | |
| Batman volume 2                            | #1 – 52                 | Novembro de 2011                   | Julho de 2016            | |
| Batman: The Dark Knight volume 2           | #1 – 29                 | Novembro de 2011                   | Março de 2014            | |
| Batman and Robin volume 2                  | #1 – 40                 | Novembro de 2011                   | Fevereiro de 2015        | |
| Batwing                                    | #1 – 34                 | Novembro de 2011                   | Agosto de 2014           | |
| Birds of Prey volume 3                     | #1 – 34                 | Novembro de 2011                   | Agosto de 2014           | |
| Catwoman volume 4                          | #1 – 52                 | Novembro de 2011                   | Julho de 2016            | |
| Detective Comics volume 2                  | #1 – 52                 | Novembro de 2011                   | Julho de 2016            | |
| Nightwing volume 3                         | #1 – 30                 | Novembro de 2011                   | Abril de 2014            | |
| Red Hood and the Outlaws                   | #1 – 40                 | Novembro de 2011                   | Fevereiro de 2015        | |
| Batman: Arkham Unhinged                    | #1 – 20                 | Abril de 2012                      | Janeiro de 2014          | Edição impressa do web comic semanal de mesmo título, que começou em outubro de 2011. Baseado no jogo eletrônico Batman: Arkham City. |
| Batman Incorporated volume 2               | #1 – 13                 | Maio de 2012                       | Julho de 2013            | A série inclui uma #0 com data de capa de setembro de 2012 e uma Special #1 data de agosto de 2013. |
| Worlds' Finest                             | #1 – 32 (mais um anual) | Julho de 2012                      | Maio de 2015             | A série inclui uma #0 com data de capa de novembro de 2012 e uma especial Futures End #1 datada de novembro de 2014. |
| Talon                                      | #1-17                   | Setembro de 2012                   | Março de 2014            | |
| Legends of the Dark Knight volume 2        | #1 – 13                 | Dezembro de 2012                   | Dezembro de 2013         | Edição impressa do web comic semanal de mesmo título, que começou em junho de 2012. |
| Batman: Li'l Gotham                        | #1 – 12                 | Junho de 2013                      | Maio de 2014             | |
| Batman '66                                 | #1 – 30                 | Julho de 2013                      | Dezembro de 2015         | Edição impressa do web comic semanal de mesmo título, que começou em julho de 2013. Baseado na série de TV dos anos 60. |
| Harley Quinn                               | #1 – 30                 | Novembro de 2013                   | Setembro de 2016         | |
| Grayson                                    | #1 – 20                 | Julho de 2014                      | Julho de 2016            | |
| Batman/Superman                            | #1 – 32                 | Agosto de 2014                     |                          | |
| Batman Eternal                             | #1–52                   | Abril de 2014                      | Abril de 2015            | |
| Gotham Academy                             | #1–18                   | Outubro de 2014                    |                          | |
| Gotham by Midnight                         | #1–12                   | Novembro de 2014                   | Dezembro de 2015         | |
| Arkham Manor                               | #1–6                    | Outubro de 2014                    | Março de 2015            | |
| Batman Beyond                              | #1 – ...                | Junho de 2015                      |                          | |
| Red Hood/ Arsenal                          | #1 – 13                 | Junho de 2015                      | Agosto de 2016           | |
| Robin: Son of Batman                       | #1 – 13                 | Junho de 2015                      | Agosto de 2016           | |
| We Are... Robin                            | #1 – 12                 | Junho de 2015                      | Julho de 2016            | |
| Batman and Robin Eternal                   | #1 – 26                 | Outubro de 2015                    | Abril de 2016            | |
| Batman volume 3                            | #1 – ...                | Junho de 2016                      |                          | |
| Detective Comics volume 3                  | #934 – ...              | Junho de 2016                      |                          | Retoma a numeração clássica. Com 881 edições do pré-Flashpoint ["Ponto de Ignição"] e 52 edições dos Novos 52, totalizando 933. Então, já na fase Renascimento, a primeira nova edição da Detective Comics foi a #934. |
| Batgirl volume 5                           | #1 – ...                | Setembro de 2016                   |                          | |
| Nightwing volume 4                         | #1 – ...                | Setembro de 2016                   |                          | |
| All-Star Batman                            | #1 – ...                | Outubro de 2016                    |                          | |
| Harley Quinn volume 2                      | #1 – ...                | Outubro de 2016                    |                          | |
| Red Hood and the Outlaws volume 2          | #1 – ...                | Outubro de 2016                    |                          | |
| Batgirl and the Birds of Prey              | #1 – ...                | Outubro de 2016                    |                          | |
| Batwoman volume 2                          | #1 – ...                | Março de 2017                      |                          | |

## Anuais
| Título                                    | Edições                       | Data de capa inicial          | Data de capa final                       | Notas |
| ----------------------------------------- | ----------------------------- | ----------------------------- | ---------------------------------------- | --- |
| Batman Annual                             | - #1 – 7 - #8 – 24 - #25 – 28 | - Verão de 1961 - 1982 - 2006 | - Verão de 1964 - Outubro de 2000 - 2011 | De meados de 1961 a meados de 1964, Batman Annual foi pubiclado semestralmente. O título retornou em 1982, continuando a numeração do primeiro volume e publicado anualmente de 1985 a 2000. Retornou novamente em 2006 e passou a ser publicado bienalmente a partir de 2007. |
| Batman and the Outsiders Annual           | #1 – 2                        | 1984                          | 1985                                     | |
| The Outsiders Annual                      | #1                            | 1986                          | 1986                                     | |
| Detective Comics Annual                   | #1 – 12                       | 1988                          | Fevereiro de 2011                        | Detective Comics Annual foi publicado regularmente de 1988 a 1997. Edições esporádicas foram publicadas em 2009 e 2011. |
| Legends of the Dark Knight Annual         | #1 – 2                        | 1991                          | 1992                                     | A série continuou, mas foi rebatizada como Batman: Legends of the Dark Knight Annual na edição #3. |
| Robin Annual                              | #1 – 7                        | 1992                          | Dezembro de 2007                         | Há uma diferença de dez anos entre as edições #6 e 7. |
| Batman: Legends of the Dark Knight Annual | #3 – 7                        | 1993                          | 1997                                     | A série continuou da Legends of the Dark Knight Annual #2. |
| Batman: Shadow of the Bat Annual          | #1 – 5                        | 1993                          | Setembro de 1997                         | |
| The Batman Adventures Annual              | #1 – 2                        | 1994                          | 1995                                     | Baseado na série de animação para TV Batman: The Animated Series. |
| Catwoman Annual                           | #1 – 4                        | 1994                          | 1997                                     | |
| Azrael Annual                             | #1 – 3                        | 1995                          | 1997                                     | |
| The Batman and Robin Adventures Annual    | #1 – 2                        | 1996                          | 1997                                     | Baseado em The Adventures of Batman & Robin. |
| Nightwing Annual                          | #1 – 2                        | 1997                          | 2007                                     | |
| Batgirl Annual                            | #1                            | 2000                          | 2000                                     | |
| Superman/Batman Annual                    | #1 – 5                        | 2006                          | 2011                                     | |
| The Outsiders Annual volume 3             | #1                            | 2007                          | 2007                                     | |
| Batman Annual volume 2                    | #1 – 3                        | 2012                          |                                          | |
| Batman: Detective comics volume 2         | #1 – 3                        |                               |                                          | |
| Batman: The Dark Knight volume 2          | #1                            |                               |                                          | |
| Batman and Robin                          | #1 – 3                        |                               |                                          | |
| Nightwing                                 | #1                            |                               |                                          | |
| Red Hood and The Outlaws                  | #1                            |                               |                                          | |
| Catwoman                                  | #1                            |                               |                                          | |
| Batwoman                                  | #1 – 2                        | Junho de 2014                 | Junho de 2015                            | |
| Batgirl                                   | #1 – 2                        |                               |                                          | |
| Batman/Superman Annual                    | #1                            | Maio de 2014                  |                                          | [ 2 ] |
| Harley Quinn                              | #1                            |                               |                                          | |
| Grayson                                   | #1 – 3                        |                               |                                          | |

## Séries limitadas
| Título                                          | Edições | Data de capa inicial        | Data de capa final         | Notas                                                                           |
| ----------------------------------------------- | ------- | --------------------------- | -------------------------- | ------------------------------------------------------------------------------- |
| The Untold Legend of the Batman                 | #1 – 3  | Julho de 1980               | Setembro de 1980           |                                                                                 |
| Shadow of the Batman                            | #1 – 5  | Dezembro de 1985            | Abril de 1986              |                                                                                 |
| Batman: The Dark Knight Returns                 | #1 – 4  | 1986                        | 1986                       |                                                                                 |
| Batman: The Cult                                | #1 – 4  | 1988                        | 1988                       |                                                                                 |
| Catwoman                                        | #1 – 4  | Fevereiro de 1989           | Maio de 1989               |                                                                                 |
| World's Finest                                  | #1 – 3  | 1990                        | 1990                       |                                                                                 |
| Robin                                           | #1 – 5  | Janeiro de 1991             | Maio de 1991               |                                                                                 |
| Robin II: The Joker's Wild!                     | #1 – 4  | Outubro de 1991             | Dezembro de 1991           | Publicada quinzenalmente.                                                       |
| Batman: Run, Riddler, Run                       | #1 – 3  | Março de 1992               | Agosto de 1992             |                                                                                 |
| Batman: Gotham Nights                           | #1 – 4  | Março de 1992               | Junho de 1992              |                                                                                 |
| Batman: Sword of Azrael                         | #1 – 4  | Outubro de 1992             | Janeiro de 1993            |                                                                                 |
| Robin 3000                                      | #1 – 2  | 1992                        | 1992                       |                                                                                 |
| Robin III: Cry of the Huntress                  | #1 – 6  | Dezembro de 1992            | Março de 1993              | Publicada quinzenalmente.                                                       |
| Batman: Two-Face Strikes Twice!                 | #1 – 2  | 1993                        | 1993                       |                                                                                 |
| Legends of the World's Finest                   | #1 – 3  | Fevereiro de 1994           | Abril de 1994              |                                                                                 |
| Huntress volume 2                               | #1 – 4  | Abril de 1994               | Setembro de 1994           |                                                                                 |
| Batman: Gotham Nights II                        | #1 – 4  | Março de 1995               | Junho de 1995              |                                                                                 |
| Batman: Legends of the Dark Knight: Jazz        | #1 – 3  | Abril de 1995               | Junho de 1995              |                                                                                 |
| Nightwing                                       | #1 – 4  | Setembro de 1995            | Dezembro de 1995           |                                                                                 |
| Batman: Manbat                                  | #1 – 3  | Outubro de 1995             | Dezembro de 1995           | Publicada sob o logo "Elseworlds".                                              |
| Batman: The Ultimate Evil                       | #1 – 2  | Dezembro de 1995            | Dezembro de 1995           | Publicada quinzenalmente.                                                       |
| Man-Bat volume 2                                | #1 – 3  | Fevereiro de 1996           | Abril de 1996              |                                                                                 |
| Batman Black and White                          | #1 – 4  | Junho de 1996               | Setembro de 1996           |                                                                                 |
| Batman: GCPD                                    | #1 – 4  | Agosto de 1996              | Novembro de 1996           |                                                                                 |
| Birds of Prey: Manhunt                          | #1 – 4  | Setembro de 1996            | Dezembro de 1996           |                                                                                 |
| Batman: Gordon's Law                            | #1 – 4  | Dezembro de 1996            | Março de 1997              |                                                                                 |
| Batman: The Long Halloween                      | #1 – 13 | Dezembro de 1996            | Dezembro de 1997           |                                                                                 |
| Superboy/Robin: World's Finest Three            | #1 – 2  | 1996                        | 1996                       |                                                                                 |
| Thrillkiller                                    | #1 – 3  | Janeiro de 1997             | Março de 1997              | Publicada sob o logo "Elseworlds".                                              |
| Batman and Wildcat                              | #1 – 3  | Abril de 1997               | Junho de 1997              |                                                                                 |
| Anarky                                          | #1 – 4  | Maio de 1997                | Agosto de 1997             |                                                                                 |
| Elseworld's Finest                              | #1 – 2  | 1997                        | 1997                       | Publicada sob o logo "Elseworlds".                                              |
| Batman Adventures: The Lost Years               | #1 – 5  | Janeiro de 1998             | Maio de 1998               | Basado em Batman: The Animated Series.                                          |
| Batman: Bane of the Demon                       | #1 – 4  | Março de 1998               | Junho de 1998              |                                                                                 |
| Nightwing/Huntress                              | #1 – 4  | Maio de 1998                | Agosto de 1998             |                                                                                 |
| Batman: Gordon of Gotham                        | #1 – 4  | Junho de 1998               | Setembro de 1998           |                                                                                 |
| Catwoman/Wildcat                                | #1 – 4  | Agosto de 1998              | Novembro de 1998           |                                                                                 |
| Batman: Toyman                                  | #1 – 4  | Novembro de 1998            | Fevereiro de 1999          |                                                                                 |
| Batman: Dark Knight of the Round Table          | #1 – 2  | Dezembro de 1998            | Janeiro de 1999            | Publicada sob o logo "Elseworlds".                                              |
| Superman & Batman Generations                   | #1 – 4  | 1999                        | 1999                       | Publicada sob o logo "Elseworlds".                                              |
| Batman: No Man's Land                           | #1 – 0  | Março de 1999               | Dezembro de 1999           |                                                                                 |
| Batman Beyond volume 1                          | #1 – 6  | Março de 1999               | Agosto de 1999             | Basado na série de animação Batman Beyond.                                      |
| Batman and Superman: World's Finest             | #1 – 10 | Abril de 1999               | Janeiro de 2000            |                                                                                 |
| Batman: Book of the Dead                        | #1 – 2  | Junho de 1999               | Julho de 1999              | Publicada sob o logo "Elseworlds".                                              |
| Catwoman: Guardian of Gotham                    | #1 – 2  | Agosto de 1999              | Setembro de 1999           |                                                                                 |
| Batman: Dark Victory                            | #1 – 13 | Dezembro de 1999            | Dezembro de 2000           |                                                                                 |
| Batman: Haunted Gotham                          | #1 – 4  | Fevereiro de 2000           | Maio de 2000               |                                                                                 |
| Batman: It's Joker Time!                        | #1 – 3  | 2000                        |                            |                                                                                 |
| Batman/Huntress: Cry For Blood                  | #1 – 6  | Junho de 2000               | Novembro de 2000           |                                                                                 |
| Batman: Outlaws                                 | #1 – 3  | Setembro de 2000            | Novembro de 2000           |                                                                                 |
| Robin: Year One                                 | #1 – 4  | 2000                        | 2001                       |                                                                                 |
| Batman: The Doom That Came To Gotham            | #1 – 3  | Novembro de 2000            | Janeiro de 2001            | Publicada sob o logo "Elseworlds".                                              |
| Batman: Turning Points                          | #1 – 5  | Janeiro de 2001             | Janeiro de 2001            | Publicada semanalmente.                                                         |
| Batman: Hollywood Knight                        | #1 – 3  | Abril de 2001               | Junho de 2001              | Publicada sob o logo "Elseworlds".                                              |
| Batman: League of Batmen                        | #1 – 2  | 2001                        | 2001                       | Publicada sob o logo "Elseworlds".                                              |
| Superman & Batman: Generations II               | #1 – 4  | Agosto de 2001              | Novembro de 2001           | Publicada sob o logo "Elseworlds".                                              |
| Batman: Orpheus Rising                          | #1 – 5  | Outubro de 2001             | Fevereiro de 2002          |                                                                                 |
| Batman: The Ankh                                | #1 – 2  | Novembro de 2001            | Dezembro de 2001           |                                                                                 |
| The Dark Knight Strikes Again                   | #1 – 3  | Dezembro de 2001            | Julho de 2002              |                                                                                 |
| Joker: Last Laugh                               | #1 – 6  | Dezembro de 2001            | Janeiro de 2002            | Publicada semanalmente como a "espinha dorsal" do crossover Joker's Last Laugh. |
| Batman/Deathblow: After the Fire                | #1 – 3  | Março de 2002               | Agosto de 2002             |                                                                                 |
| Gotham Girls                                    | #1 – 5  | Outubro de 2002             | Fevereiro de 2003          |                                                                                 |
| Batman: Family                                  | #1 – 8  | Dezembro de 2002            | Fevereiro de 2003          | Publicada semanalmente.                                                         |
| Batgirl Year One                                | #1 – 9  | Fevereiro de 2003           | Outubro de 2003            |                                                                                 |
| Superman & Batman: Generations III              | #1 – 12 | Março de 2003               | Fevereiro de 2004          | Publicada sob o logo "Elseworlds".                                              |
| Batman: Nevermore                               | #1 – 5  | Junho de 2003               | Outubro de 2003            | Publicada sob o logo "Elseworlds".                                              |
| Arkham Asylum: Living Hell                      | #1 – 6  | Julho de 2003               | Dezembro de 2003           | ISBN 978-1-4012-0193-7}}                                                        |
| Batman/Superman/Wonder Woman: Trinity           | #1 – 3  | Agosto de 2003              | Outubro de 2003            |                                                                                 |
| Batman: Death and the Maidens                   | #1 – 9  | Outubro de 2003             | Agosto de 2004             |                                                                                 |
| Batman: Tenses                                  | #1 – 2  | Outubro de 2003             | 2003                       |                                                                                 |
| Batman: City of Light                           | #1 – 8  | Dezembro de 2003            | Julho de 2004              |                                                                                 |
| Batman: Harley & Ivy                            | #1 – 3  | Junho de 2004               | Agosto de 2004             |                                                                                 |
| Batman/Catwoman: Trail of the Gun               | #1 – 2  | Agosto de 2004              | Setembro de 2004           |                                                                                 |
| Catwoman: When in Rome                          | #1 – 6  | Novembro de 2004            | Agosto de 2005             |                                                                                 |
| Batman: Jekyll & Hyde                           | #1 – 6  | Junho de 2005               | Novembro de 2005           |                                                                                 |
| Batman/Ra's al Ghul: Year One                   | #1 – 2  | Junho de 2005               | Julho de 2005              |                                                                                 |
| Batman: Dark Detective                          | #1 – 6  | Julho de 2005               | Setembro de 2005           | Publicada quinzenalmente.                                                       |
| Batman/Scarecrow: Year One                      | #1 – 2  | Julho de 2005               | Agosto de 2005             |                                                                                 |
| All Star Batman & Robin, The Boy Wonder         | #1 – 10 | Setembro de 2005            | Agosto de 2008             | Originalmente programada para ser uma série mensal de 12 edições.               |
| Batman: Journey into Knight                     | #1 – 12 | Outubro de 2005             | Novembro de 2006           |                                                                                 |
| Batman: Gotham County Line                      | #1 – 3  | 2005                        | 2005                       |                                                                                 |
| Dark Moon Rising: Batman and the Monster Men    | #1 – 6  | Janeiro de 2006             | Junho de 2006              |                                                                                 |
| Batman: Secrets                                 | #1 – 5  | Maio de 2006                | Setembro de 2006           |                                                                                 |
| Man-Bat volume 3                                | #1 – 5  | Junho de 2006               | Outubro de 2006            |                                                                                 |
| Dark Moon Rising: Batman and the Mad Monk       | #1 – 6  | Outubro de 2006             | Fevereiro de 2007          |                                                                                 |
| Batman: Year 100                                | #1 – 4  | 2006                        | 2006                       |                                                                                 |
| Batman/Lobo: Deadly Serious                     | #1 – 2  | Outubro de 2007             | Novembro de 2007           |                                                                                 |
| Gotham Underground                              | #1 – 9  | Dezembro de 2007            | Agosto de 2008             |                                                                                 |
| Batman: Death Mask                              | #1 – 4  | Junho de 2008               | Setembro de 2008           |                                                                                 |
| Batman: Gotham After Midnight                   | #1 – 12 | Julho de 2008               | Junho de 2009              |                                                                                 |
| Huntress: Year One                              | #1 – 6  | Início de Julho de 2008     | Final de Setembro de 2008  | Publicada quinzenalmente.                                                       |
| Batgirl volume 2                                | #1 – 6  | Setembro de 2008            | Fevereiro de 2009          |                                                                                 |
| Superman and Batman vs. Vampires and Werewolves | #1 – 6  | Início de Dezembro de 2008  | Final de Fevereiro de 2009 | Publicada quinzenalmente.                                                       |
| Batman Cacophony                                | #1 – 3  | Janeiro de 2009             | Março de 2009              |                                                                                 |
| Azrael: Death's Dark Knight                     | #1 – 3  | Maio de 2009                | Julho de 2009              | Publicada sob a imagem comercial "Battle for the Cowl".                         |
| Oracle: The Cure                                | #1 – 3  | Maio de 2009                | Julho de 2009              | Publicada sob a imagem comercial "Battle for the Cowl".                         |
| Batman: Battle for the Cowl                     | #1 – 3  | Maio de 2009                | Julho de 2009              |                                                                                 |
| Batman: The Widening Gyre                       | #1 – 6  | Outubro de 2009             | Setembro de 2010           |                                                                                 |
| Blackest Night: Batman                          | #1 – 3  | Outubro de 2009             | Dezembro de 2009           |                                                                                 |
| Arkham Reborn                                   | #1 – 3  | Dezembro de 2009            | Fevereiro de 2010          |                                                                                 |
| Batman: Unseen                                  | #1 – 5  | Início de Dezembro de 2009  | Fevereiro de 2010          | Publicada quinzenalmente.                                                       |
| World's Finest volume 2                         | #1 – 4  | Dezembro de 2009            | Março de 2010              |                                                                                 |
| Batman: The Return of Bruce Wayne               | #1 – 6  | Julho de 2010               | Dezembro de 2010           |                                                                                 |
| Red Hood: The Lost Days                         | #1 – 6  | Agosto de 2010              | Janeiro de 2011            |                                                                                 |
| Batman Beyond volume 3                          | #1 – 6  | Agosto de 2010              | Janeiro de 2011            |                                                                                 |
| Batman: Odyssey                                 | #1 – 6  | Setembro de 2010            | Fevereiro de 2011          |                                                                                 |
| Batman: Orphans                                 | #1 – 2  | Início de Fevereiro de 2011 | Final de Fevereiro de 2011 | Publicada quinzenalmente.                                                       |
| Batman: Arkham City                             | #1 – 5  | Início de Julho de 2011     | Outubro de 2011            | Baseada no jogo eletrônico Batman: Arkham City. Publicada quinzenalmente.       |
| Batman: Gates of Gotham                         | #1 – 5  | Julho de 2011               | Final de Outubro de 2011   |                                                                                 |
| Flashpoint: Batman Knight of Vengeance          | #1 – 3  | Agosto de 2011              | Outubro de 2011            |                                                                                 |
| Batman: Odyssey volume 2                        | #1 – 7  | Dezembro de 2011            |                            |                                                                                 |
| Huntress volume 3                               | #1 – 6  | Outubro de 2011             | Março de 2012              |                                                                                 |
| Penguin: Pain and Prejudice                     | #1 – 5  | Outubro de 2011             | Fevereiro de 2012          |                                                                                 |
| Damian: Son of Batman                           | #1 – 4  | Outubro de 2013             | Janeiro de 2014            |                                                                                 |
| Batman: Black and White volume 2                | #1 – 6  | Novembro de 2013            | Abril de 2014              |                                                                                 |
| Bat-Mite                                        | #1 – 6  | Junho de 2015               | Novembro de 2015           |                                                                                 |
| Harley Quinn and Power Girl                     | #1 – 6  | Junho de 2015               | Novembro de 2015           |                                                                                 |
| Poison Ivy: Cycle of Life and Death             | #1 – 6  | Janeiro de 2016             | Junho de 2016              |                                                                                 |
| The Dark Knight III: The Master Race            | #1 – 9  | Novembro de 2015            | 7 Junho de 2017            |                                                                                 |
| Batman Europa                                   | #1 – 4  | Novembro de 2015            | Fevereiro de 2016          |                                                                                 |

## One-shots e graphic novels
| Título                                                                             | Data de capa               | Notas                                                                                                 |
| ---------------------------------------------------------------------------------- | -------------------------- | --- |
| 3-D Batman                                                                         | 1953                       | |
| 3-D Batman                                                                         | 1966                       | |
| Batman Special                                                                     | 1984                       | |
| Batman: Son of the Demon                                                           | 1987                       | - Capa dura: ISBN 0-930289-24-2 - Capa flexível: ISBN 978-0-930289-25-6                               |
| The Outsiders Special                                                              | 1987                       | |
| Batgirl Special #1                                                                 | 1988                       | |
| Batman: The Killing Joke                                                           | - 1988 - 2008              | - Capa flexível: ISBN 978-0-930289-45-4 - Capa dura: ISBN 978-1-4012-1667-2                           |
| Gotham by Gaslight: An Alternative History of the Batman                           | Fevereiro de 1989          | ISBN 978-1-4012-1153-0                                                                                |
| Arkham Asylum: A Serious House on Serious Earth                                    | - 1989 - 1990              | - Capa dura: ISBN 978-0-930289-48-5 - Capa flexível: ISBN 978-0-930289-56-0                           |
| Batman: The Official Comic Adaptation of the Warner Bros. Motion Picture           | 1989                       | Publicado em conjunto com Batman                                                                      |
| Batman Year Two (Fear the Reaper)                                                  | Junho de 1990              | ISBN 978-1-56389-967-6                                                                                |
| Batman: Bride of the Demon                                                         | - 1990 - 1992              | - Capa dura: ISBN 978-0-930289-79-9 - Capa flexível: ISBN 978-1-56389-060-4                           |
| Batman: Digital Justice                                                            | 1990                       | ISBN 978-0-930289-87-4                                                                                |
| Batman: Full Circle                                                                | 1991                       | ISBN 978-0-930289-98-0                                                                                |
| Batman: Holy Terror                                                                | 1991                       | Publicado sob o logo "Elseworlds". ISBN 978-1-56389-018-5                                             |
| Batman: Master of the Future                                                       | 1991                       | Publicado sob o logo "Elseworlds". ISBN 978-1-56389-015-4                                             |
| Batman & Dracula: Red Rain                                                         | 1991                       | ISBN 978-1-56389-036-9 Publicado sob o logo "Elseworlds".                                             |
| Batman: Seduction of the Gun                                                       | Fevereiro de 1992          | |
| Batman: Catwoman Defiant                                                           | Março de 1992              | |
| Batman: Penguin Triumphant                                                         | Março de 1992              | |
| Batman: Night Cries                                                                | - 1992 - 1993              | - Capa dura: ISBN 978-1-56389-059-8 - Capa flexível: ISBN 978-1-56389-066-6                           |
| Batman: Birth of the Demon                                                         | - 1992 - 1993              | - Capa dura: ISBN 978-1-56389-080-2 - Capa flexível: ISBN 978-1-56389-081-9                           |
| Batman: A Word to the Wise                                                         | 1992                       | |
| Batman: The Blue, the Grey, and the Bat                                            | 1992                       | Publicado sob o logo "Elseworlds".                                                                    |
| Batman/Green Arrow: The Poison Tomorrow                                            | 1992                       | ISBN 978-0-930289-15-7                                                                                |
| Batman Returns: The Official Comic Adaptation of the Warner Bros. Motion Picture   | 1992                       | Publicado em conjunto com o filme Batman Returns.                                                     |
| Batman: Vengeance of Bane                                                          | Janeiro de 1993            | |
| Batman/Dark Joker: The Wild                                                        | 1993                       | Publicado sob o logo "Elseworlds". ISBN 978-1-56389-111-3                                             |
| Batman: Legends of the Dark Knight Halloween Special                               | Dezembro de 1993           | ISBN 978-1-56389-234-9                                                                                |
| Batman: Mask of the Phantasm                                                       | 1993                       | Publicado em conjunto com Batman: Mask of the Phantasm.                                               |
| Batman/Houdini: The Devil's Workshop                                               | 1993                       | Publicado sob o logo "Elseworlds". ISBN 978-1-56389-113-7                                             |
| The Batman Adventures: Mad Love                                                    | Fevereiro de 1994          | Baseada na série de animação para TV Batman: The Animated Series. ISBN 978-1-56389-244-8              |
| Batman: Bloodstorm                                                                 | 1994                       | Publicado sob o logo "Elseworlds".                                                                    |
| Batman: Castle of the Bat                                                          | 1994                       | Publicado sob o logo "Elseworlds".                                                                    |
| Batman: In Darkest Knight                                                          | 1994                       | Publicado sob o logo "Elseworlds".                                                                    |
| Batman: The Last Angel                                                             | 1994                       | |
| Batman: Madness - A Legends of The Dark Knight Halloween Special                   | 1994                       | |
| The Batman Adventures Holiday Special                                              | Fevereiro de 1994          | Baseada na série de animação para TV Batman: The Animated Series.                                     |
| Batman Forever: The Official Comic Adaptation of the Warner Bros. Motion Picture   | Julho de 1995              | Publicado em conjunto com Batman Forever                                                              |
| Nightwing: Alfred's Return                                                         | Julho de 1995              | |
| Underworld Unleashed: Batman Devil's Asylum                                        | 1995                       | Publicado como parte de "Underworld Unleashed".                                                       |
| Batman: Brotherhood of the Bat                                                     | 1995                       | Publicado sob o logo "Elseworlds".                                                                    |
| Batman: Faces                                                                      | 1995                       | |
| Batman: Ghosts - A Legends of the Dark Knight Halloween Special                    | 1995                       | |
| Batman: Mitefall                                                                   | 1995                       | |
| Batman: Riddler - The Riddle Factory                                               | 1995                       | ISBN 978-1-56389-196-0.                                                                               |
| Batman: Vengeance of Bane II-The Redemption                                        | 1995                       | |
| Batman: Two-Face - Crime and Punishment                                            | 1996                       | ISBN 978-1-56389-197-7                                                                                |
| Azrael Plus                                                                        | Dezembro de 1996           | |
| Batman: Dark Allegiances                                                           | 1996                       | Publicado sob o logo "Elseworlds".                                                                    |
| Batman: Death of Innocents                                                         | Dezembro de 1996           | |
| Batman: Scar of the Bat                                                            | 1996                       | Publicado sob o logo "Elseworlds".                                                                    |
| Batman/Deadman: Death and Glory                                                    | 1996                       | ISBN 978-1-56389-228-8                                                                                |
| Batman/Demon                                                                       | 1996                       | |
| Black Canary/Oracle: Birds of Prey                                                 | 1996                       | |
| Joker: Devil's Advocate                                                            | - 1995 - 1996              | - Capa dura: ISBN 978-1-56389-240-0 - Capa flexível: ISBN 978-1-56389-280-6                           |
| Batman: Blackgate                                                                  | Janeiro de 1997            | |
| Batman & Superman Adventures: World's Finest                                       | Fevereiro de 1997          | Adaptação oficial do episódio de três partes "World's Finest" da série Superman: The Animated Series. |
| Batman Plus                                                                        | Fevereiro de 1997          | |
| Batman: Bane                                                                       | Maio de 1997               | |
| Batman: Batgirl                                                                    | 1997                       | |
| Batman: Mr. Freeze                                                                 | Maio de 1997               | |
| Batman: Poison Ivy                                                                 | Maio de 1997               | |
| Batman and Robin: The Official Comic Adaptation of the Warner Bros. Motion Picture | Junho de 1997              | Adaptação oficial do filme Batman & Robin                                                             |
| The Batman Chronicles: The Gauntlet                                                | Setembro de 1997           | ISBN 978-1-56389-364-3                                                                                |
| Batman Secret Files and Origins                                                    | Outubro de 1997            | |
| Batman: Dark Knight Dynasty                                                        | - 1997 - 2000              | Publicado sob o logo "Elseworlds".- Capa dura: ISBN 1-56389-384-3 - Capa flexível: ISBN 1-56389-390-8 |
| Catwoman Plus                                                                      | Novembro de 1997           | |
| Batman: Masque                                                                     | 1997                       | Publicado sob o logo "Elseworlds". ISBN 1-56389-309-6                                                 |
| Batman/Phantom Stranger                                                            | 1997                       | ISBN 978-1-56389-281-3                                                                                |
| The Batman and Robin Adventures: Sub-Zero                                          | 1997                       | Publicado em conjunto com o filme Batman & Mr. Freeze: SubZero                                        |
| Birds of Prey: Revolution                                                          | 1997                       | |
| Birds of Prey: Wolves                                                              | 1997                       | |
| The Batgirl Adventures                                                             | Fevereiro de 1998          | |
| Batman: The Abduction                                                              | Abril de 1998              | 978-1-56389-376-6                                                                                     |
| Batman: Blackgate Isle of Men                                                      | Abril de 1998              | |
| Batman: Arkham Asylum - Tales of Madness                                           | Maio de 1998               | |
| Batman/Spoiler/Huntress: Blunt Trauma                                              | Maio de 1998               | |
| Batman: Batgirl volume 2                                                           | 1998                       | Publicado sob a trade dress "Girlfrenzy!".                                                            |
| Elseworld's Finest: Supergirl & Batgirl                                            | Setembro de 1998           | Publicado sob o logo "Elseworlds".                                                                    |
| Batman Villains Secret Files and Origins                                           | Outubro de 1998            | |
| Batman: Two Faces                                                                  | Novembro de 1998           | |
| Birds of Prey: Batgirl                                                             | 1998                       | |
| Birds of Prey: The Ravens                                                          | 1998                       | Publicado sob a trade dress "Girlfrenzy!".                                                            |
| Batman: Crimson Mist                                                               | - 1998 - 2001              | - Capa dura: ISBN 1-56389-477-7 - Capa flexível - Publicado sob o logo "Elseworlds".                  |
| Batman: I, Joker                                                                   | 1998                       | Publicado sob o logo "Elseworlds".                                                                    |
| Batman: Reign of Terror                                                            | Dezembro de 1998           | Publicado sob o logo "Elseworlds". ISBN 978-1-56389-229-5                                             |
| Batman: Scottish Connection                                                        | 1998                       | |
| Batman/Scarecrow 3-D                                                               | Dezembro de 1998           | |
| Robin/Argent: Double-Shot                                                          | 1998                       | |
| Thrillkiller `62                                                                   | 1998                       | Publicado sob o logo "Elseworlds".                                                                    |
| Batman: Nosferatu                                                                  | 1999                       | - ISBN 1-56389-379-7 - Publicado sob o logo "Elseworlds".                                             |
| Batman: Joker's Apprentice                                                         | Maio de 1999               | |
| The Book of Shadows                                                                | Julho de 1999              | |
| Batman: Bullock's Law                                                              | Agosto de 1999             | |
| Batman: Fortunate Son                                                              | 1999                       | - Capa dura: ISBN 978-1-56389-578-4 - Capa flexível: ISBN 978-1-56389-590-6                           |
| Batman: Harley Quinn                                                               | 1999                       | |
| Nightwing Secret Files and Origins                                                 | 1999                       | |
| Batman: Day of Judgment                                                            | Novembro de 1999           | |
| Batman: War on Crime                                                               | Novembro de 1999           | ISBN 978-1-56389-576-0                                                                                |
| Batman: The Chalice                                                                | - 1999 - 2000              | - Capa dura: ISBN 978-1-56389-592-0 - Capa flexível: ISBN 978-1-56389-632-3                           |
| Batman: D.O.A.                                                                     | Dezembro de 1999           | |
| Batman: No Law And A New Order                                                     | 1999                       | |
| Batman: No Man's Land Secret Files and Origins                                     | Dezembro de 1999           | |
| Batman: Gotham City Secret Files and Origins                                       | Abril de 2000              | |
| Batman/Lobo                                                                        | Abril de 2000              | Publicado sob o logo "Elseworlds".                                                                    |
| Batman: The Hill                                                                   | Maio de 2000               | |
| Sins of Youth: Batboy and Robin                                                    | Maio de 2000               | |
| The Batman of Arkham                                                               | Junho de 2000              | Publicado sob o logo "Elseworlds".                                                                    |
| Batman: Dreamland                                                                  | Julho de 2000              | |
| Batman: Ego                                                                        | Agosto de 2000             | |
| Robin 80-Page Giant                                                                | Setembro de 2000           | |
| Batman: Harvest Breed                                                              | 2000–2003                  | - Capa dura: ISBN 978-1-56389-692-7 - Capa flexível: ISBN 978-1-56389-775-7                           |
| Superman and Batman: World's Funnest                                               | Novembro de 2000           | |
| Batman/Demon: A Tragedy                                                            | 2000                       | Publicado sob o logo "Elseworlds".                                                                    |
| Nightwing 80-Page Giant                                                            | Dezembro de 2000           | |
| Realworlds: Batman                                                                 | 2000                       | |
| Batman Beyond: Return of the Joker                                                 | Fevereiro de 2001          | Publicado em conjunto com o filme de animação Batman Beyond: Return of the Joker.                     |
| Batman: Our Worlds At War                                                          | Agosto de 2001             | Publicado como parte do crossover "Our Worlds at War".                                                |
| Nightwing: The Target                                                              | Julho de 2001              | |
| Nightwing: Our Worlds At War                                                       | Setembro de 2001           | Publicado como parte do crossover "Our Worlds at War".                                                |
| Harley Quinn: Our Worlds At War                                                    | Outubro de 2001            | Publicado como parte do crossover "Our Worlds at War".                                                |
| Batman: Gotham Noir                                                                | 2001                       | Publicado sob o logo "Elseworlds".                                                                    |
| Batman/Scarface: A Psychodrama                                                     | 2001                       | |
| Joker: Last Laugh Secret Files and Origins                                         | Dezembro de 2001           | Publicado em conjunto com um grande evento da editora.                                                |
| Batman: The 10-Cent Adventure                                                      | Março de 2002              | |
| Batman: Nine Lives                                                                 | - 2002 - 2003              | - Capa dura: ISBN 1-56389-853-5 - Capa flexível: ISBN 1-56389-979-5                                   |
| Batgirl Secret Files and Origins                                                   | Agosto de 2002             | |
| Catwoman: Selina's Big Score                                                       | - Julho de 2002 - 2003     | - Capa dura: ISBN 1-56389-897-7 - Capa flexível                                                       |
| DC First: Batgirl/Joker                                                            | Julho de 2002              | |
| Batman: Absolution                                                                 | - 2002 - 2003              | - Capa dura: ISBN 978-1-56389-934-8 - Capa flexível: ISBN 978-1-4012-0037-4                           |
| Catwoman Secret Files and Origins                                                  | Novembro de 2002           | |
| Batman/Nightwing: Bloodborne                                                       | 2002                       | |
| Batman: Child of Dreams                                                            | - Fevereiro de 2003 - 2003 | - Capa dura: ISBN 978-1-56389-906-5 - Capa flexível: ISBN 978-1-56389-907-2                           |
| Batman: Hong Kong                                                                  | - 2003 - 2004              | - Capa dura: ISBN 978-1-4012-0057-2 - Capa flexível: ISBN 978-1-4012-0101-2                           |
| Birds of Prey Secret Files and Origins 2003                                        | Agosto de 2003             | |
| Planetary/Batman: Night on Earth                                                   | Agosto de 2003             | |
| Superman/Batman Secret Files and Origins 2003                                      | Novembro de 2003           | |
| Batman: Golden Streets of Gotham                                                   | 2003                       | Publicado sob o logo "Elseworlds".                                                                    |
| Batman/Joker: Switch                                                               | 2003                       | |
| Birds of Prey: Batgirl/Catwoman                                                    | 2003                       | |
| Birds of Prey: Catwoman/Oracle                                                     | 2003                       | |
| Teen Titans/Outsiders Secret Files and Origins 2003                                | Dezembro de 2003           | |
| Batman: Room Full of Strangers                                                     | Abril de 2004              | |
| Batman/Poison Ivy: Cast Shadows                                                    | Abril de 2004              | |
| Batman: The Order of Beasts                                                        | Setembro de 2004           | Publicado sob o logo "Elseworlds".                                                                    |
| Batman: The 12 Cent Adventure                                                      | Outubro de 2004            | |
| Catwoman: The Movie                                                                | 2004                       | Publicado em conjunto com o filme Catwoman.                                                           |
| Batman: The Man Who Laughs                                                         | - 2005 - 2009              | - Capa flexível: ISBN 978-1-4012-1626-9 - Capa dura: ISBN 978-1-4012-1622-1                           |
| Batman/Danger Girl                                                                 | Fevereiro de 2005          | |
| Batman Begins: The Official Movie Adaptation                                       | Junho de 2005              | Adaptação em quadrinhos do filme Batman Begins.                                                       |
| Batman Villains Secret Files and Origins 2005                                      | Julho de 2005              | |
| Batman Allies Secret Files and Origins 2005                                        | Agosto de 2005             | |
| Teen Titans and Outsiders Secret Files and Origins 2005                            | Outubro de 2005            | |
| Batman/The Spirit                                                                  | Janeiro de 2007            | |
| Outsiders: Five of a Kind - Katana/Shazam                                          | Outubro de 2007            | |
| Outsiders: Five of a Kind - Martian Manhunter/Thunder                              | Outubro de 2007            | |
| Outsiders: Five of a Kind - Metamorpho/Aquaman                                     | Outubro de 2007            | |
| Outsiders: Five of a Kind - Nightwing/Boomerang                                    | Outubro de 2007            | |
| Outsiders: Five of a Kind - Wonder Woman/Grace                                     | Outubro de 2007            | |
| Robin/Spoiler Special                                                              | Agosto de 2008             | |
| Joker's Asylum: Joker                                                              | Setembro de 2008           | |
| Joker's Asylum: Penguin                                                            | Setembro de 2008           | |
| Joker's Asylum: Poison Ivy                                                         | Setembro de 2008           | |
| Joker's Asylum: Scarecrow                                                          | Setembro de 2008           | |
| Joker's Asylum: Two-Face                                                           | Setembro de 2008           | |
| Joker                                                                              | 2008                       | |
| Batman & the Outsiders Special                                                     | Março de 2009              | |
| Batman: Battle for the Cowl: Commissioner Gordon                                   | Maio de 2009               | |
| Gotham Gazette                                                                     | Maio de 2009               | |
| Batman: Battle for the Cowl: Arkham Asylum                                         | Junho de 2009              | |
| Batman: Battle for the Cowl: Man-Bat                                               | Junho de 2009              | |
| Batman: Battle for the Cowl: The Underground                                       | Junho de 2009              | |
| Batman: Battle for the Cowl: The Network                                           | Julho de 2009              | |
| Batman in Barcelona: Dragon's Knight                                               | Julho de 2009              | |
| Batman: Arkham Asylum: The Road to Arkham                                          | Julho de 2009              | Tie-in para o jogo eletrônico Batman: Arkham Asylum.                                                  |
| Gotham Gazette: Batman Alive?                                                      | Julho de 2009              | |
| Batman: Battle for the Cowl Companion                                              | Novembro de 2009           | ISBN 978-1-4012-2495-0                                                                                |
| Batman/Doc Savage Special                                                          | Janeiro de 2010            | Publicado com a trade dress "First Wave".                                                             |
| Batman 80-Page Giant                                                               | Fevereiro de 2010          | |
| Joker's Asylum II: Clayface                                                        | Agosto de 2010             | |
| Joker's Asylum II: Harley Quinn                                                    | Agosto de 2010             | |
| Joker's Asylum II: Killer Croc                                                     | Agosto de 2010             | |
| Joker's Asylum II: Mad Hatter                                                      | Agosto de 2010             | |
| Joker's Asylum II: The Riddler                                                     | Agosto de 2010             | |
| Arkham Asylum: Madness                                                             | 2010                       | ISBN 978-1-4012-2337-3                                                                                |
| Batman: Hidden Treasures                                                           | Dezembro de 2010           | |
| Bruce Wayne: The Road Home: Batgirl                                                | Dezembro de 2010           | |
| Bruce Wayne: The Road Home: Batman and Robin                                       | Dezembro de 2010           | |
| Bruce Wayne: The Road Home: Catwoman                                               | Dezembro de 2010           | |
| Bruce Wayne: The Road Home: Commissioner Gordon                                    | Dezembro de 2010           | |
| Bruce Wayne: The Road Home: Oracle                                                 | Dezembro de 2010           | |
| Bruce Wayne: The Road Home: Outsiders                                              | Dezembro de 2010           | |
| Bruce Wayne: The Road Home: Ra's al Ghul                                           | Dezembro de 2010           | |
| Bruce Wayne: The Road Home: Red Robin                                              | Dezembro de 2010           | |
| Batman: The Return                                                                 | Janeiro de 2011            | |
| Batman/Catwoman: Follow the Money                                                  | Janeiro de 2011            | |
| Batman 80-Page Giant 2010                                                          | Fevereiro de 2011          | |
| Batman 80-Page Giant 2011                                                          | Outubro de 2011            | |
| Batman: Noël                                                                       | 2011                       | [ 8 ]                                                                                                 |
| DC Retroactive: Batman - The '70s                                                  | Setembro de 2011           | |
| DC Retroactive: Batman - The '80s                                                  | Outubro de 2011            | |
| DC Retroactive: Batman - The '90s                                                  | Outubro de 2011            | |
| Batman: Through the Looking Glass                                                  | Dezembro de 2011           | [ 9 ]                                                                                                 |
| Batman Incorporated: Leviathan Strikes                                             | Fevereiro de 2012          | |
| Batman: Death by Design                                                            | Maio de 2012               | ISBN 978-1401234539                                                                                   |
| Batman: Earth One                                                                  | Julho de 2012              | |
| Batman Incorporated Special #1                                                     | Agosto de 2013             | |
| Batman: Joker's Daughter #1                                                        | Abril de 2014              | |
| Forever Evil Aftermath: Batman vs. Bane #1                                         | Abril de 2014              | |
| Harley Quinn Director's Cut #0                                                     | Junho de 2014              | |
| Harley Quinn Invades Comic-Con International: San Diego #1                         | Julho de 2014              | |
| Robin Rises: Omega #1                                                              | Julho de 2014              | |
| Robin Rises: Alpha #1                                                              | Dezembro de 2014           | |
| Harley Quinn Holiday Special #1                                                    | Dezembro de 2014           | |
| Harley Quinn Valentine's Day Special #1                                            | Fevereiro de 2015          | |
| Batman: Earth One Vol. 2                                                           | Maio de 2015               | |

## Crossovers entre editoras
| Título                                      | Edições | Data de capa inicial | Data de capa final | Co-editora             | Notas                                                 |
| ------------------------------------------- | ------- | -------------------- | ------------------ | ---------------------- | ----------------------------------------------------- |
| Batman/Judge Dredd: Judgment on Gotham      |         | Dezembro de 1991     |                    |                        |                                                       |
| Batman Versus Predator                      | #1 – 3  | Dezembro de 1991     | Fevereiro de 2000  | Dark Horse Comics      | Publicado em dois formatos.                           |
| Batman/Grendel: Devil's Riddle              | #1      | Janeiro de 1993      |                    | Comico Comics          | Primeiro de 2 edições.                                |
| Grendel/Batman: Devil's Masque              | #2      | Janeiro de 1993      |                    | Comico Comics          | Segundo de 2 edições.                                 |
| Batman/Judge Dredd: Vendetta in Gotham      |         | Dezembro de 1993     |                    |                        |                                                       |
| Batman Versus Predator II: Bloodmatch       | #1 – 4  | 1993                 | 1994               | Dark Horse Comics      |                                                       |
| Batman/Spawn: War Devil                     |         | Primavera de 1994    |                    | Image Comics           |                                                       |
| Spawn/Batman                                |         | Primavera de 1994    |                    | Image Comics           |                                                       |
| Batman/Punisher: Lake of Fire               |         | Junho de 1994        |                    | Marvel Comics          |                                                       |
| Punisher/Batman: Deadly Knights             |         | Outubro de 1994      |                    | Marvel Comics          |                                                       |
| Batman/Judge Dredd: The Ultimate Riddle     |         | Setembro de 1995     |                    |                        |                                                       |
| Spider-Man and Batman: Disordered Minds     |         | Setembro de 1995     |                    | Marvel Comics          |                                                       |
| Batman/Captain America                      |         | 1996                 |                    | Marvel Comics          | ISBN 1-56389-291-X Publicada sob o logo "Elseworlds". |
| Bruce Wayne: Agent of S.H.I.E.L.D. #1       |         | Abril de 1996        |                    | Marvel Comics          | Publicado sob o selo "Amalgam Comics".                |
| Legends of the Dark Claw #1                 |         | Abril de 1996        |                    | Marvel Comics          | Publicado sob o selo "Amalgam Comics".                |
| Batman/Grendel: Devil's Bones               | #1      | Junho de 1996        |                    | Dark Horse Comics      | Primeiro de 2 edições.                                |
| Grendel/Batman: Devil's Dance               | #2      | Julho de 1996        |                    | Dark Horse Comics      | Segundo de 2 edições.                                 |
| Catwoman/Vampirella: The Furies             |         | 1997-02              |                    | Harris Comics          |                                                       |
| Batman/Aliens                               | #1 – 2  | Março de 1997        | Abril de 1997      | Dark Horse Comics      |                                                       |
| Dark Claw Adventures #1                     |         | Junho de 1997        |                    | Marvel Comics          | Publicado sob o selo "Amalgam Comics".                |
| Batman & Spider-Man: New Age Dawning        |         | 1997                 |                    | Marvel Comics          |                                                       |
| Batman/Judge Dredd: Die Laughing            | #1 – 2  | 1997                 | 1998               |                        |                                                       |
| Azrael/Ash                                  |         | 1997                 |                    | Event Comics           |                                                       |
| Daredevil/Batman: Eye for an Eye            |         | 1997                 |                    | Marvel Comics          |                                                       |
| Batman Versus Predator III: Blood Ties      | #1 – 4  | 1997-12              | 1998-02            | Dark Horse Comics      | Publicada quinzenalmente.                             |
| Batman/Hellboy/Starman                      | #1 – 2  | Janeiro de 1999      | Fevereiro de 1999  | Dark Horse Comics      |                                                       |
| The Darkness/Batman                         | #1      | Agosto de 1999       |                    | Top Cow                |                                                       |
| Batman/Tarzan: Claws of the Cat-Woman       | #1 – 4  | Setembro de 1999     | Dezembro de 1999   | Dark Horse Comics      |                                                       |
| Joker/Mask                                  | #1 – 4  | Maio de 2000         | Agosto de 2000     | Dark Horse Comics      |                                                       |
| Ghost/Batgirl: The Resurrection Machine     | #1 – 4  | Agosto de 2000       | Dezembro de 2000   | Dark Horse Comics      |                                                       |
| Batman/Daredevil: King of New York          |         | Dezembro de 2000     |                    | Marvel Comics          |                                                       |
| Batman/Aliens II                            | #1 – 3  | 2002                 | 2003               | Dark Horse Comics      |                                                       |
| Superman and Batman vs. Aliens and Predator | #1 – 2  | 2007                 | 2007               | Dark Horse Comics      |                                                       |
| Batman '66 Meets the Green Hornet           | #1 – 6  | Agosto de 2014       |                    | Dynamite Entertainment |                                                       |
| Batman/Teenage Mutant Ninja Turtles         | #1 – 6  | Novembro de 2015     |                    | IDW Publishing         |                                                       |

## Coleções
Numerosas minisséries foram reimpressas sob o mesmo título como coleções. Esta seção lista somente as reimpressões de séries regulares. Todas as edições foram publicadas em formato trade paperback (capa mole e sem orelhas), a menos que seja indicado o contrário.

### Edições Batman Archive ["Arquivos"]
Todas as DC Archive Editions são hardback (livro capa dura, normal) e impressos em papel arquivo de alta qualidade.
| Título                                             | Material coletado                                       | Data de publicação | ISBN                    |
| -------------------------------------------------- | ------------------------------------------------------- | ------------------ | ----------------------- |
| Batman Archives, Vol. 1                            | Histórias da Detective Comics #27–50                    | Novembro de 1997   | HC: ISBN 978-0930289607 |
| Batman Archives, Vol. 2                            | Histórias da Detective Comics #51–70                    | Novembro de 1997   | HC: ISBN 978-1563890000 |
| Batman Archives, Vol. 3                            | Histórias da Detective Comics #71–86                    | Novembro de 1997   | HC: ISBN 978-1563890994 |
| Batman Archives, Vol. 4                            | Histórias da Detective Comics #87–102                   | Dezembro de 1998   | HC: ISBN 978-1563894145 |
| Batman Archives, Vol. 5                            | Histórias da Detective Comics #103–119                  | Abril de 2001      | HC: ISBN 978-1563897252 |
| Batman Archives, Vol. 6                            | Histórias da Detective Comics #120–135                  | Agosto de 2005     | HC: ISBN 978-1401204099 |
| Batman Archives, Vol. 7                            | Histórias da Detective Comics #136–154                  | Novembro de 2007   | HC: ISBN 978-1401214937 |
| Batman Archives, Vol. 8                            | Histórias da Detective Comics #155–170                  | Julho de 2012      | HC: ISBN 978-1401233761 |
| Batman: The Dark Knight Archives, Vol. 1           | Batman #1–4                                             | Novembro de 1997   | HC: ISBN 978-0930289607 |
| Batman: The Dark Knight Archives, Vol. 2           | Batman #5–8                                             | Novembro de 1997   | HC: ISBN 978-1563891830 |
| Batman: The Dark Knight Archives, Vol. 3           | Batman #9–12                                            | Junho de 2000      | HC: ISBN 978-1563896156 |
| Batman: The Dark Knight Archives, Vol. 4           | Batman #13–16                                           | Agosto de 2003     | HC: ISBN 978-1563899836 |
| Batman: The Dark Knight Archives, Vol. 5           | Batman #17–20                                           | Novembro de 2006   | HC: ISBN 978-1401207786 |
| Batman: The Dark Knight Archives, Vol. 6           | Batman #21–25                                           | Dezembro de 2009   | HC: ISBN 978-1401225476 |
| Batman: The Dark Knight Archives, Vol. 7           | Batman #26–31                                           | Dezembro de 2010   | HC: ISBN 978-1401228941 |
| Batman: The Dark Knight Archives, Vol. 8           | Batman #32–37                                           | Janeiro de 2013    | HC: ISBN 978-1401237448 |
| Batman: The Dynamic Duo Archives, Vol. 1           | Batman #164–166; Detective Comics #327–333              | Março de 2003      | HC: ISBN 978-1563899324 |
| Batman: The Dynamic Duo Archives, Vol. 2           | Batman #168–171; Detective Comics #334–339              | Junho de 2006      | HC: ISBN 978-1401207724 |
| Batman: The World's Finest Comics Archives, Vol. 1 | Histórias da World's Finest Comics #1–16                | Outubro de 2002    | HC: ISBN 978-1563898198 |
| Batman: The World's Finest Comics Archives, Vol. 2 | Histórias da World's Finest Comics #17–32               | Janeiro de 2005    | HC: ISBN 978-1401201630 |
| World's Finest Comics Archives, Vol. 1             | Histórias da Superman #76; World's Finest Comics #71–85 | Março de 1999      | HC: ISBN 978-1563894886 |
| World's Finest Comics Archives, Vol. 2             | Histórias da World's Finest Comics #86–101              | Janeiro de 2002    | HC: ISBN 978-1563897436 |
| World's Finest Comics Archives, Vol. 3             | Histórias da World's Finest Comics #102–116             | Setembro de 2005   | HC: ISBN 978-1401204112 |

### The Batman Chronicles
A série The Batman Chronicles planeja reimprimir todas as aventuras do Batman em cores, em ordem cronológica, em trade paperbacks acessíveis. Não confundir com a série encerrada recentemente com o mesmo nome.
| Título                     | Material coletado                                                     | Data de publicação | ISBN                    |
| -------------------------- | --------------------------------------------------------------------- | ------------------ | ----------------------- |
| Batman Chronicles, Vol. 1  | Detective Comics #27–38; Batman #1                                    | Abril de 2005      | SC: ISBN 978-1401204457 |
| Batman Chronicles, Vol. 2  | Detective Comics #39–45; Batman #2–3; New York World's Fair Comics #2 | Setembro de 2006   | SC: ISBN 978-1401207908 |
| Batman Chronicles, Vol. 3  | Detective Comics #46–50; Batman #4–5; World's Best Comics #1          | Maio de 2007       | SC: ISBN 978-1401213473 |
| Batman Chronicles, Vol. 4  | Detective Comics #51–56; World's Finest Comics #2–3; Batman #6–7      | Outubro de 2007    | SC: ISBN 978-1401214623 |
| Batman Chronicles, Vol. 5  | Detective Comics #57–61; World's Finest Comics #4; Batman #8–9        | Abril de 2008      | SC: ISBN 978-1401216825 |
| Batman Chronicles, Vol. 6  | Detective Comics #62–66; World's Finest Comics #5–6; Batman #10–11    | Outubro de 2008    | SC: ISBN 978-1401219611 |
| Batman Chronicles, Vol. 7  | Detective Comics #67–70; World's Finest Comics #7; Batman #12–13      | Março de 2009      | SC: ISBN 978-1401221348 |
| Batman Chronicles, Vol. 8  | Detective Comics #71–74; World's Finest Comics #8–9; Batman #14–15    | Outubro de 2009    | SC: ISBN 978-1401224844 |
| Batman Chronicles, Vol. 9  | Detective Comics #75–77; World's Finest Comics #10; Batman #16–17     | Março de 2010      | SC: ISBN 978-1401226459 |
| Batman Chronicles, Vol. 10 | Detective Comics #78–81; World's Finest Comics #11; Batman #18–19     | Dezembro de 2010   | SC: ISBN 978-1401228958 |
| Batman Chronicles, Vol. 11 | Detective Comics #82–85; World's Finest Comics #12; Batman #20–21     | Janeiro de 2013    | SC: ISBN 978-1401237394 |

### Showcase Presents
Todas as coletâneas Showcase Presents são volumosas (mais de 500 páginas), softcover ["capa mole"], e reimpressões em preto e branco somente.
| Título                                                             | Material coletado                                                                               | Data de publicação | ISBN                    |
| ------------------------------------------------------------------ | ----------------------------------------------------------------------------------------------- | ------------------ | ----------------------- |
| Showcase Presents: Batman, Vol. 1                                  | Detective Comics #327–342; Batman #164–174                                                      | Agosto de 2006     | SC: ISBN 978-1401210861 |
| Showcase Presents: Batman, Vol. 2                                  | Detective Comics #343–358; Batman #175, #177–181, #183–184, #188                                | Junho de 2007      | SC: ISBN 978-1401213626 |
| Showcase Presents: Batman, Vol. 3                                  | Detective Comics #359–375; Batman #189–192, #194–197, #199–201                                  | Julho de 2008      | SC: ISBN 978-1401217198 |
| Showcase Presents: Batman, Vol. 4                                  | Detective Comics #376–390; Batman #202–215                                                      | Julho de 2009      | SC: ISBN 978-1401223144 |
| Showcase Presents: Batman, Vol. 5                                  | Detective Comics #391–404; Batman #216–228                                                      | Dezembro de 2011   | SC: ISBN 978-1401232368 |
| Showcase Presents: Batman, Vol. 6                                  | Detective Comics #408-426; Batman #229-244                                                      | Janeiro de 2016    | SC: ISBN 978-1401251536 |
| Showcase Presents: Batman and the Outsiders, Vol. 1                | Batman and the Outsiders #1–19, Annual #1; The Brave and the Bold #200; The New Teen Titans #37 | Setembro de 2007   | SC: ISBN 978-1401215460 |
| Showcase Presents: The Brave and the Bold: Batman Team-Ups, Vol. 1 | The Brave and the Bold #59, #64, #67–71, #74–87                                                 | Janeiro de 2007    | SC: ISBN 978-1401212094 |
| Showcase Presents: The Brave and The Bold: Batman Team-Ups, Vol. 2 | The Brave and the Bold #88–108                                                                  | Dezembro de 2007   | SC: ISBN 978-1401216757 |
| Showcase Presents: The Brave and The Bold: Batman Team-Ups, Vol. 3 | The Brave and the Bold #109–134                                                                 | Dezembro de 2008   | SC: ISBN 978-1401219857 |

### Batman moderno
Os seguintes trade paperbacks são histórias que ocorrem nos gibis "contemporâneos" da Bat-Família. O primeiro trade paperback foi o enredo "Batman: Year One" de Frank Miller, que renasceu o personagem na Era Moderna, revelando o primeiro ano da sua existência e como ele se transformou. Essas histórias são quadrinhos que ainda estão sendo publicados, em certo sentido, regularmente. Foram listados aqui seguindo a cronologia das linhas da história, em vez das datas de publicação dos quadrinhos ou coletâneas originais.
| Título                                                   | Material coletado | Data de publicação                 | ISBN                                                                    |
| -------------------------------------------------------- | --- | ---------------------------------- | ----------------------------------------------------------------------- |
| Batman: Year One                                         | Batman #404–407 | Maio de 2005 Janeiro de 2007       | HC: ISBN 978-1401206901 SC: ISBN 978-1401207526                         |
| Batman: Shaman                                           | Batman: Legends of the Dark Knight #1–5 | Fevereiro de 23, 1998              | SC: ISBN 978-1401207526                                                 |
| Dark Moon Rising: Batman and the Monster Men             | Dark Moon Rising: Batman and the Monster Men #1–6 | 2006                               | SC: ISBN 978-1401210915                                                 |
| Dark Moon Rising: Batman and the Mad Monk                | Dark Moon Rising: Batman and the Mad Monk #1–6 | 2007                               | SC: ISBN 978-1401212810                                                 |
| Batman: The Man Who Laughs                               | Batman: The Man Who Laughs; Detective Comics #784–786 | Janeiro de 2008 Fevereiro de 2009  | HC: ISBN 978-1401216221 SC: ISBN 978-1401216269                         |
| Batman: Dead to Rights                                   | Batman: Confidential #22–25, #29–30 | Dezembro de 2010                   | SC: ISBN 978-1401229252                                                 |
| Batman: Four of a Kind                                   | Detective Comics Annual #8; Batman: Shadow of the Bat Annual #3; Batman: Legends of the Dark Knight Annual #5; Batman Annual #19 | Abril de 1998                      | SC: ISBN 978-1563894138                                                 |
| Batman: Venom                                            | Legends of the Dark Knight #16–20 | Abril de 2012                      | SC: ISBN 978-1401233839                                                 |
| Batman: Prey                                             | Batman: Legends of the Dark Knight #11–15 | 1 de março de 1993                 | SC: ISBN 978-0446395212                                                 |
| Batman: Collected Legends of the Dark Knight             | Legends of the Dark Knight #32–34, #38, #42–43 | Maio de 1994                       | SC: ISBN 978-1563891472                                                 |
| Batman: Other Realms                                     | Legends of the Dark Knight #35–36, #76–78 | Julho de 1998                      | SC: ISBN 978-1563894206                                                 |
| Batman: Gothic                                           | Legends of the Dark Knight #6–10 | Setembro de 2007 Julho de 2015     | SC: ISBN 978-1401215491 Novo HC: ISBN 978-1401255169                    |
| Batman: Going Sane                                       | Legends of the Dark Knight #65–68, #200 | Agosto de 2008                     | SC: ISBN 978-1401218218                                                 |
| Batman: Haunted Knight                                   | Batman: Legends of the Dark Knight Halloween Special #1; Batman: Madness – A Legends Of The Dark Knight Halloween Special; Batman: Ghosts – A Legends of the Dark Knight Halloween Special | 1996 Fevereiro de 1997             | SC: ISBN 978-1563892738                                                 |
| Batman: The Long Halloween                               | Batman: The Long Halloween #1–13 | Fevereiro de 1999 Novembro de 1999 | HC: ISBN 978-1563894275 SC: ISBN 978-1563894695                         |
| Batman: Night Cries                                      | | 1992                               | Hardcover: ISBN 978-1563890598                                          |
| Batman: Dark Victory                                     | Batman: Dark Victory #1–13 | Outubro de 2001 Outubro de 2002    | HC: ISBN 978-1563897382 SC: ISBN 978-1563898686                         |
| Batman: Fortunate Son                                    | Batman: Fortunate Son | 1999                               | HC: ISBN 978-1563895784 SC: ISBN 978-1563895906                         |
| Legends of The Dark Knight: Norm Breyfogle Vol. 1        | Detective Comics #579, #582-594, #601-607 e histórias da Batman Annual #11-12 | Julho de 2015                      | SC: ISBN 978-1401258986                                                 |
| Batman: Second Chances                                   | Batman #402-403, #408-416 e Batman Annual #11 | Julho de 2015                      | SC: ISBN 978-1401255183                                                 |
| Batman: Ten Nights of the Beast                          | Batman #417–420 | Outubro de 1994                    | SC: ISBN 978-1563891557                                                 |
| Batman: The Cat and the Bat                              | Batman: Confidential #17–21 | Dezembro de 2009                   | SC: ISBN 978-1401224967                                                 |
| Batman: The Killing Joke                                 | Batman: The Killing Joke | 1988 Março de 2008                 | SC: ISBN 978-0930289454 HC: ISBN 978-1401216672                         |
| Batman: The Cult                                         | Batman: The Cult #1–4 | 1988 1991 2009                     | SC: ISBN 0-930289-85-4                                                  |
| Batman: A Death in the Family                            | Batman #426–429 | Setembro de 2009 Dezembro de 1995  | HC: ISBN 978-1401225162 SC: ISBN 978-0930289447 SC: ISBN 978-1401232740 |
| Batman: Blind Justice                                    | Detective Comics #598–600 | Maio de 2005                       | SC: ISBN 978-1563890475                                                 |
| The Many Deaths of the Batman                            | Batman #433–435 | 1992                               | SC: ISBN 978-1563890338                                                 |
| Batman: A Lonely Place of Dying                          | Batman #440–442; The New Titans #60–61 | Setembro de 2009 Fevereiro de 1990 | HC: ISBN 978-1401225162 SC: ISBN 978-0930289638                         |
| Batman: Dark Knight, Dark City                           | Batman #452–455; Detective Comics #629-633 | 17 de Fevereiro de 2015            | SC: ISBN 978-1401251277                                                 |
| Robin Vol. 1: Reborn                                     | Batman #455-457, Detective Comics #618-621, e Robin #1-5 | 10 de Novembro de 2015             | SC: ISBN 978-1401258573                                                 |
| Batman: Sword of Azrael                                  | Batman: Sword of Azrael #1–4 | Junho de 1993                      | SC: ISBN 978-1563891007                                                 |
| Knightfall, Part 1: Broken Bat                           | Batman #491–497; Detective Comics #659–663 | Setembro de 1993                   | SC: ISBN 978-1563891427                                                 |
| Knightfall, Part 2: Who Rules the Night                  | Batman #498–500; Detective Comics #664–666; Batman: Shadow of the Bat #16–18; parte da Showcase '93 #7–8 | Setembro de 1993                   | SC: ISBN 978-1563891489                                                 |
| Knightfall, Part 3: KnightsEnd                           | Batman #509–510; Batman: Shadow of the Bat #29–30; Detective Comics #676–677; Batman: Legends of the Dark Knight #62–63; Catwoman Vol. 2 #12 | Junho de 1995                      | SC: ISBN 978-1563891915                                                 |
| Batman: Prodigal                                         | Batman #512–514; Detective Comics #679–681; Batman: Shadow of the Bat #32–34; Robin Vol. 4 #11–13 | Janeiro de 1998                    | SC: ISBN 978-1563893346                                                 |
| Batman by Doug Moench & Kelley Jones Vol. 1              | Batman #515-525, 527-532, 535 | Março de 2014                      | SC: ISBN 978-1401247645                                                 |
| Tales of the Batman: J.H. Williams III                   | Batman #526, 550, 667-669, Batman Annual #21, Legends of the Dark Knight #86-88, 192-196, Chase #7-8, Detective Comics #821 | Julho de 2014                      | SC: ISBN 978-1401247621                                                 |
| Batman: Contagion                                        | Azrael #15–16; Batman #529; The Batman Chronicles #4; Batman: Shadow of the Bat #48–49; Catwoman Vol. 2 #31–32; Detective Comics #695–696; Robin Vol. 4 #27–28 | Abril de 1996 Março de 2016        | SC: ISBN 978-1563892936 SC: ISBN 978-1401260682                         |
| Batman: Legacy                                           | Batman #533–534; Batman: Shadow of the Bat #53–54; Catwoman Vol. 2 #35–36; Detective Comics #699–702; Robin Vol. 4 #31–33 | Fevereiro de 1997 Abril de 2017    | SC: ISBN 978-1563893377 SC: ISBN 978-1401272029                         |
| Batman: Cataclysm                                        | Batman #553–554; Detective Comics #719–721; Batman: Shadow of the Bat #73–74; Nightwing Vol. 2 #19–20; Catwoman Vol. 2 #56; Robin Vol. 4 #53; The Batman Chronicles #12; Blackgate: Isle of Men; Huntress/Spoiler: Blunt Trauma | Junho de 1999 Junho de 2015        | SC: ISBN 978-1563895272 SC: ISBN 978-1401255152                         |
| Batman: Road to No Man's Land Vol. 1                     | Batman #555-559, Batman: Shadow of the Bat #75-79, Detective Comics #722-726, Robin Vol. 4 #54 and The Batman Chronicles #14 | Outubro de 2015                    | SC: ISBN 978-1401258276                                                 |
| Batman: Road to No Man's Land Vol. 2                     | Batman #560-562, Detective Comics #727-730, Batman: The Shadow of the Bat #80-82, The Batman Chronicles #15-16, Azrael: Agent of the Bat #47-49 | Julho de 2016                      | SC: ISBN 978-1401260637                                                 |
| Batman: No Man's Land, Vol. 1                            | Batman #563–564; Batman: Shadow of the Bat #83–84; Detective Comics #730–731; Batman: Legends of the Dark Knight #116 | Setembro de 1999                   | SC: ISBN 978-1563895647                                                 |
| Batman: No Man's Land, Vol. 2                            | Batman: Legends of the Dark Knight #117, #119; Batman: Shadow of the Bat #85–87; Batman #565; Detective Comics #732–733 | Fevereiro de 2000                  | SC: ISBN 978-1563895999                                                 |
| Batman: No Man's Land, Vol. 3                            | Batman #566–569; Batman: Legends of the Dark Knight #120–121; Batman: Shadow of the Bat #88; Detective Comics #734–735 | Outubro de 2000                    | SC: ISBN 978-1563896347                                                 |
| Batman: No Man's Land, Vol. 4                            | Batman #571–572; The Batman Chronicles #18; Batman: Legends of the Dark Knight #125; Batman: Shadow of the Bat #92–93; Detective Comics #736, #738–739 | Dezembro de 2000                   | SC: ISBN 978-1563896989                                                 |
| Batman: No Man's Land, Vol. 5                            | Batman #573–574; Batman: Legends of the Dark Knight #126; Batman: Shadow of the Bat #91; Detective Comics #740–741 | Abril de 2001                      | SC: ISBN 978-1563897092                                                 |
| Batman: New Gotham                                       | Detective Comics #742-753 | Agosto de 2016                     | SC: ISBN 978-1401263676                                                 |
| Batman: New Gotham, Vol. 1: Evolution                    | Detective Comics #743–750 | Agosto de 2001                     | SC: ISBN 978-1563897269                                                 |
| Batman: New Gotham, Vol. 2: Officer Down                 | Batman #587; Robin Vol. 4 #86; Birds of Prey #27; Catwoman Vol. 2 #90; Nightwing #53; Detective Comics #754; Batman: Gotham Knights #13 | Agosto de 2001                     | SC: ISBN 978-1563897870                                                 |
| Batman by Ed Brubaker Vol. 1                             | Batman #582-586, 591-597 | Fevereiro de 2016                  | SC: ISBN 978-1401260651                                                 |
| Batman: False Faces                                      | Batman #588–590; Detective Comics #787; Wonder Woman Vol. 2 #160–161; conto da Batman: Gotham City Secret Files and Origins | Fevereiro de 2008 Maio de 2009     | HC: ISBN 978-1401216405 SC: ISBN 978-1845767211                         |
| Bruce Wayne: Murderer?                                   | Batman: The 10 Cent Adventure; Detective Comics #766–767; Batgirl #24; Nightwing Vol. 2 #65–66; Batman: Gotham Knights #25–26; Birds of Prey #39–40; Robin Vol. 4 #98–99; Batman #599–600 | Agosto de 2002                     | SC: ISBN 978-1563899133                                                 |
| Batman: Bruce Wayne – Murderer? (New Edition)            | Batman: The 10 Cent Adventure; Detective Comics #766–767; Batgirl #24, 27; Nightwing Vol. 2 #65–66, 68-69; Batman: Gotham Knights #25–28; Birds of Prey #39–41, 43; Robin Vol. 4 #98–99; Batman #599–602 | Março de 2014                      | SC: ISBN 978-1401246839                                                 |
| Batman: Bruce Wayne – Fugitive (New Edition)             | Batman#603-607, Detective Comics #768-775, Batman: Gotham Knights#29-32 e Batgirl #29 e 33 | Julho de 2014                      | ISBN 978-1401246822                                                     |
| Bruce Wayne: Fugitive, Vol. 1                            | Batman #601, #603; Batman: Gotham Knights #27–28; Batgirl #27, #29; Birds of Prey #41, #43; Nightwing Vol. 2 #68–69 | Dezembro de 2002                   | SC: ISBN 978-1563899331                                                 |
| Bruce Wayne: Fugitive, Vol. 2                            | Detective Comics #768–772; Batman: Gotham Knights #31; Batman #605 | Março de 2003                      | SC: ISBN 978-1563899478                                                 |
| Bruce Wayne: Fugitive, Vol. 3                            | Detective Comics #773–775; Batman #606–607; Batgirl #33 | Outubro de 2003                    | SC: ISBN 978-1401200794                                                 |
| Batman: Hush                                             | Batman #608–619 | Agosto de 2009                     | SC: ISBN 978-1401223175                                                 |
| Batman: Death and the Maidens                            | Batman: Death and the Maidens #1–9; Detective Comics #783 | Setembro de 2004                   | SC: ISBN 978-1401202347                                                 |
| Batman: Broken City                                      | Batman #620–625 | Julho de 2004 Julho de 2005        | HC: ISBN 978-1401201333 SC: ISBN 978-1401202149                         |
| Batman: As the Crow Flies                                | Batman #626–630 | Novembro de 2004                   | SC: ISBN 978-1401203443                                                 |
| Batman: Hush Returns                                     | Batman: Gotham Knights #50–55, #66 | Janeiro de 2006                    | SC: ISBN 978-1401209001                                                 |
| Batman: War Drums                                        | Detective Comics #790–796; Robin Vol. 4 #126–128 | Outubro de 2004                    | SC: ISBN 978-1401203412                                                 |
| Batman: War Games, Act 1: Outbreak                       | Batman: The 12 Cent Adventure; Detective Comics #797; Batman #631; Batman: Legends of the Dark Knight #182; Nightwing #96; Batman: Gotham Knights #56; Robin Vol. 4 #129; Batgirl #55; Catwoman Vol. 2 #34 | Março de 2005                      | SC: ISBN 978-1401204297                                                 |
| Batman: War Games, Act 2: Tides                          | Detective Comics #798; Batman #632; Batman: Legends of the Dark Knight #183; Nightwing #97; Batman: Gotham Knights #57; Robin Vol. 2 #130, Batgirl #56; Catwoman Vol. 2 #35 | Julho de 2005                      | SC: ISBN 978-1401204303                                                 |
| Batman: War Games, Act 3: Endgame                        | Detective Comics #799; Batman: Legends of the Dark Knight #184; Nightwing #98; Batman #633; Batgirl #57; Catwoman Vol. 2 #36; Robin Vol. 4 #131; Batman: Gotham Knights #58 | Outubro de 2005                    | SC: ISBN 978-1401204310                                                 |
| Batman: City of Crime                                    | Detective Comics #800–808, #811–814 | Julho de 2006                      | SC: ISBN 978-1401208974                                                 |
| Batman: Under the Hood, Vol. 1                           | Batman #635–641 | Novembro de 2005                   | SC: ISBN 978-1401207564                                                 |
| Batman: War Crimes                                       | Detective Comics #809–810; Batman #643–644; Batman Allies Secret Files and Origins; Batman Villains Secret Files and Origins | Fevereiro de 2006                  | SC: ISBN 978-1401209032                                                 |
| Batman: Under the Hood, Vol. 2                           | Batman #645–650, Annual #25 | Junho de 2006                      | SC: ISBN 978-1401209018                                                 |
| Batman: Face the Face (One Year Later ["Um Ano Depois"]) | Batman #651–654; Detective Comics #817–820 | Setembro de 2006                   | SC: ISBN 978-1401209100                                                 |
| Batman: Detective                                        | Detective Comics #821–826 | Abril de 2007                      | SC: ISBN 978-1401212391                                                 |
| Batman and Son                                           | Batman #655–658, #663–666 | Agosto de 2007 Julho de 2008       | HC: ISBN 978-1401212407 SC: ISBN 978-1401212414                         |
| Batman: Death and the City                               | Detective Comics #827–834 | Novembro de 2007                   | SC: ISBN 978-1401215750                                                 |
| Batman: The Resurrection of Ra's al Ghul                 | Batman #670–671, Annual #26; Robin Vol. 4 #168–169, Annual #7; Nightwing Vol. 2 #138–139; Detective Comics #838–839 | Maio de 2008 Maio de 2009          | HC: ISBN 978-1401217853 SC: ISBN 978-1401220327                         |
| Batman: Private Casebook                                 | Detective Comics #840–845 | Dezembro de 2008 Novembro de 2009  | HC: ISBN 978-1401220099 SC: ISBN 978-1401220150                         |
| Batman: The Black Glove                                  | Batman #667–669, #672–675 | Setembro de 2008 Outubro de 2009   | HC: ISBN 978-1401219093 SC: ISBN 978-1401219451                         |
| Batman: Gotham Underground                               | Gotham Underground #1–9 | Novembro de 2008                   | SC: ISBN 978-1401219284                                                 |
| Batman: Heart of Hush                                    | Detective Comics #846–850 | Abril de 2009 Março de 2010        | HC: ISBN 978-1401221232 SC: ISBN 978-1401221249                         |
| Batman R.I.P.                                            | Batman #676–683 | Fevereiro de 2009 Junho de 2010    | HC: ISBN 978-1401220907 SC: ISBN 978-1401225766                         |
| Batman: Whatever Happened to the Caped Crusader?         | Batman #686; Detective Comics #853 | Julho de 2009 Agosto de 2010       | HC: ISBN 978-1401223038 SC: ISBN 978-1401227241                         |
| Batman: Battle for the Cowl                              | Batman: Battle for the Cowl #1–3; Gotham Gazette: Batman Dead?; Gotham Gazette: Batman Alive? | Novembro de 2009 Novembro de 2010  | HC: ISBN 978-1401224165 SC: ISBN 978-1401224172                         |
| Batman: Long Shadows                                     | Batman #687–691 | Junho de 2010 Maio de 2011         | HC: ISBN 978-1401227197 SC: ISBN 978-1401227203                         |
| Batman and Robin: Batman Reborn                          | Batman and Robin #1–6 | Abril de 2010 Abril de 2011        | HC: ISBN 978-1401225667 SC: ISBN 978-1401229870                         |
| Batman and Robin: Batman vs. Robin                       | Batman and Robin #7–12 | Novembro de 2010                   | HC: ISBN 978-1401228330                                                 |
| Batman: Life After Death                                 | Batman #692–699 | Outubro de 2010                    | HC: ISBN 978-1401228347}}                                               |
| Batman: Arkham Reborn                                    | Batman: Battle for the Cowl – Arkham Asylum; Batman: Arkham Reborn #1–3; Detective Comics #864–865 | Agosto de 2010                     | SC: ISBN 978-1401227081}}                                               |
| Batman: Time and the Batman                              | Batman #700–703 | Março de 2011                      | HC: ISBN 978-1401229894                                                 |
| Batman: The Return of Bruce Wayne                        | Batman: The Return of Bruce Wayne #1–6 | Fevereiro de 2011                  | HC: ISBN 978-1401229689                                                 |
| Batman: Bruce Wayne: The Road Home                       | Bruce Wayne: The Road Home: Batman and Robin #1, Bruce Wayne: The Road Home: Red Robin #1, Bruce Wayne: The Road Home: Batgirl #1, Bruce Wayne: The Road Home: Outsiders #1, Bruce Wayne: The Road Home: Catwoman #1, Bruce Wayne: The Road Home: Commissioner Gordon #1, Bruce Wayne: The Road Home: Oracle #1, Bruce Wayne: The Road Home: Ra's Al Ghul #1 | Julho de 2011                      | HC: ISBN 978-1401230814                                                 |
| Batman and Robin: Batman and Robin Must Die!             | Batman and Robin #13–16, Batman: The Return #1 | Maio de 2011                       | HC: ISBN 978-1401230913                                                 |
| Batman: Impostors                                        | Detective Comics #867–870 | Agosto de 2011                     | HC: ISBN 978-1401231446                                                 |
| Batman: Eye of the Beholder                              | Batman #704–707, Batman #710–712 | Outubro de 2011                    | HC: ISBN 978-1401232733                                                 |
| Batman: The Black Mirror                                 | Detective Comics #871–881 | Novembro de 2011                   | HC: ISBN 978-1401232061                                                 |
| Batman: The Dark Knight, Vol. 1 – Golden Dawn            | The Dark Knight #1–5, Batman: The Return #1, Superman/Batman #75 | Janeiro de 2012                    | HC                                                                      |
| Batman and Robin: Dark Knight vs. White Knight           | Batman and Robin #17–25 | Janeiro de 2012                    | HC                                                                      |
| Batman: Gotham Shall Be Judged                           | Batman #708–709, Red Robin #22, Gotham City Sirens #22, Azrael #14–18 | Abril de 2012                      | SC                                                                      |
| Batman: Gates of Gotham                                  | Gates of Gotham #1–5, Detective Comics Annual #12, Batman Annual #28 | Fevereiro de 2012                  | SC                                                                      |
| Batman Incorporated, Vol. 1                              | Batman Incorporated #1–8, Batman Incorporated: Leviathan Strikes #1 | Abril de 2012                      | HC: ISBN 978-1401232122                                                 |

### Batman dos Novos 52
Em 2011, a DC Comics reiniciou toda a sua continuidade. Esta continuidade que decorreu e 2011 a 2016 ficou conhecida como Os Novos 52 (The New 52). A Bat-Família também foi reiniciada. Embora a história e os elementos dessa nova continuidade seja bastantes semelhantes aos anteriores, havia diferenças cruciais entre eles. E acabaram sendo coletadas canonicamente separada das outras. As obras coletadas estão listadas por ordem da data de publicação, não em ordem cronológica. A lista inclui todos os títulos dos Novos 52 centrados na figura do Batman.
| Título                                               | Material coletado | Data de publicação | ISBN                                            |
| Batman                                               | Batman | Batman             | Batman                                          |
| ---------------------------------------------------- | --- | ------------------ | ----------------------------------------------- |
| Batman Vol. 1: The Court of Owls                     | Batman Vol. 2 #1–7 | Maio de 2012       | HC: ISBN 978-1401235413 SC: ISBN 978-1401235420 |
| Batman: Night of the Owls                            | All-Star Western Vol. 3 #9; Batman Vol. 2 #8–11; Batman Annual Vol. 2 #1; Batman: The Dark Knight Vol. 2 #9; Detective Comics Vol. 2 #9; Batgirl Vol. 4 #9; Batwing #9; Birds of Prey Vol. 3 #9; Nightwing Vol. 3 #8–9; Batman and Robin Vol. 2 #9; Catwoman Vol. 4 #9; Red Hood and the Outlaws #9         | Fevereiro de 2013  | HC: ISBN 978-1401237738 SC: ISBN 978-1401242527 |
| Batman Vol. 2: The City of Owls                      | Batman Vol. 2 #8–12; Batman Annual Vol. 2 #1 | Março de 2013      | HC: ISBN 978-1401237776 SC: ISBN 978-1401237783 |
| Batman Vol. 3: Death of the Family                   | Batman Vol. 2 #13–17 | Novembro de 2013   | HC: ISBN 978-1401242343 SC: ISBN 978-1401246020 |
| The Joker: Death of the Family                       | Catwoman Vol. 4 #13-14; Batgirl Vol. 4 #13-16; Suicide Squad Vol. 4 #14-15; Batman and Robin Vol. 2 #15-16; Nightwing Vol. 3 #15-16; Detective Comics Vol. 2 #15-16; Red Hood and the Outlaws #15-16; Teen Titans Vol. 4 #15-16                                                                             | Outubro de 2013    | HC: ISBN 978-1401242343 SC: ISBN 978-1401246464 |
| Batman Vol. 4: Zero Year – Secret City               | Batman Vol. 2 #21-24 | Maio de 2014       | HC: ISBN 978-1401245085 SC: ISBN 978-1401249335 |
| Batman Vol. 5: Zero Year – Dark City                 | Batman Vol. 2 #25-27, #29-33 | Outubro de 2014    | HC: ISBN 978-1401248857 SC: ISBN 978-1401253356 |
| DC Comics: Zero Year                                 | Action Comics Vol. 2 #25; Batgirl Vol. 4 #25; Batman Vol. 2 #24–25; Batwing #25; Batwoman #25; Birds of Prey Vol. 3 #25; Catwoman Vol. 4 #25; Detective Comics Vol. 2 #25; Green Arrow Vol. 6 #25; Green Lantern Corps Vol. 3 #25; Nightwing Vol. 3 #25; Red Hood and The Outlaws #25; The Flash Vol. 4 #25 | Novembro de 2014   | HC: ISBN 978-1401249373 SC: ISBN 978-1401253370 |
| Batman Vol. 6: Graveyard Shift                       | Batman Vol. 2 #0, #18-20, #28, #34; Batman Annual Vol. 2 #2 | Maio de 2015       | HC: ISBN 978-1401252304 SC: ISBN 978-1401257538 |
| Batman Vol. 7: Endgame                               | Batman Vol. 2 #35-40 | Setembro de 2015   | HC: ISBN 978-1401256890 SC: ISBN 978-1401261160 |
| The Joker: Endgame                                   | Batman Vol. 2 #35–40; Batman Annual Vol. 2 #3; Gotham Academy: Endgame #1; Batgirl: Endgame #1; Detective Comics: Endgame #1; Arkham Manor: Endgame #1 | Setembro de 2015   | HC: ISBN 978-1401258771 SC: ISBN 978-1401261658 |
| Batman Vol. 8: Superheavy                            | Batman Vol. 2 #41-46; Free Comic Book Day 2015: DC Comics Divergence #1 | Março de 2016      | HC: ISBN 978-1401259693 SC: ISBN 978-1401266301 |
| Batman Vol. 9: Bloom                                 | Batman Vol. 2 #47-50 | Setembro de 2016   | HC: ISBN 978-1401264628 SC: ISBN 978-1401269227 |
| Batman Vol. 10: Epilogue                             | Batman Vol. 2 #51-52; Batman Annual Vol. 2 #4; Batman: Futures End Vol. 1 #1; Batman: Rebirth Vol 1 #1 | Dezembro de 2016   | HC: ISBN 978-1401267735                         |
| Batman: Detective Comics                             | |                    |                                                 |
| Batman: Detective Comics Vol. 1: Faces of Death      | Detective Comics Vol. 2 #1–7 | Junho de 2012      | HC: ISBN 978-1401234669                         |
| Batman: Detective Comics Vol. 2: Scare Tactics       | Detective Comics Vol. 2 #8–12, #0, Detective Comics Annual Vol. 2 #1 | Abril de 2013      | ISBN 1-4012-3840-8                              |
| Batman: Detective Comics Vol. 3: Emperor Penguin     | Detective Comics Vol. 2 #13–18 | Novembro de 2013   | ISBN 978-1401242664                             |
| Batman: Detective Comics Vol. 4: The Wrath           | Detective Comics Vol. 2 #19-24, Detective Comics Annual Vol. 2 #2 | Julho de 2014      | ISBN 978-1401246334                             |
| Batman: Detective Comics Vol. 5: Gothtopia           | Detective Comics Vol. 2 #25-29 | Novembro de 2014   | ISBN 978-1401249984                             |
| Batman: Detective Comics Vol. 6: Icarus              | Detective Comics Vol. 2 #30-34, Detective Comics Annual Vol. 2 #3 | Maio de 2015       | ISBN 978-1401254421                             |
| Batman: Detective Comics Vol. 7: Anarky              | Detective Comics Vol. 2 #35-40, Detective Comics: Endgame #1, Detective Comics: Futures End #1 | Janeiro de 2016    | ISBN 978-1401257491                             |
| Batman: Detective Comics Vol. 8: Blood of Heroes     | Detective Comics Vol. 2 #41-46 | Agosto de 2016     | ISBN 978-1401263553                             |
| Batman: Detective Comics Vol. 9: Gordon at War       | Detective Comics Vol. 2 #47-52 | Dezembro de 2016   | ISBN 978-1401269234                             |
| Batman and Robin ["Batman & Robin"]                  | |                    |                                                 |
| Batman and Robin, Vol. 1: Born to Kill               | Batman and Robin Vol. 2 #1-8, | Julho de 2012      | HC: ISBN 978-1401234874                         |
| Batman and Robin, volume 2: Pearl                    | Batman and Robin Vol. 2 #9–14, #0 | Junho de 2013      | HC: ISBN 1-4012-4089-5                          |
| Batman and Robin, volume 3: Death of the Family      | Batman and Robin Vol. 2 #15–18, Batman Vol. 2 #17, Batman and Robin Annual Vol. 2 #1 | Novembro de 2013   | ISBN 978-1401246174                             |
| Batman and Robin, volume 4: Requiem for Damian       | Batman and Robin Vol. 2 #18-23 | Junho de 2014      | ISBN 978-1401250584                             |
| Batman and Robin, volume 5: The Big Burn             | Batman and Robin Vol. 2 #23.1-28, Batman and Robin Annual Vol. 2 #2 | Dezembro de 2014   | ISBN 978-1401253332                             |
| Batman and Robin, volume 6: The Hunt for Robin       | Batman and Robin Vol. 2 #29-34 e Robin Rises: Omega #1 | Junho de 2015      | HC: ISBN 978-1401253349                         |
| Batman and Robin, volume 7: Robin Rises              | Batman and Robin: Futures End #1, uma história da Secret Origins Vol. 3 #4 | Novembro de 2015   | ISBN 978-1401256777                             |
| Batman: The Dark Knight ["O Cavaleiro das Trevas"]   | |                    |                                                 |
| Batman: The Dark Knight Vol. 1: Knight Terrors       | Batman: The Dark Knight Vol. 2 #1–9 | Outubro de 2012    | HC: ISBN 978-1401235437                         |
| Batman: The Dark Knight Vol. 2: Cycle of Violence    | Batman: The Dark Knight Vol. 2 #0, #10–15 | Julho de 2013      | ISBN 978-1401242824                             |
| Batman: The Dark Knight Vol. 3: Mad                  | Batman: The Dark Knight Vol. 2 #16–21 | Janeiro de 2014    | ISBN 978-1401246198                             |
| Batman: The Dark Knight Vol. 4: Clay                 | Batman: The Dark Knight Vol. 2 #22-29 | Agosto de 2014     | ISBN 978-1401249304                             |
| Batman, Incorporated ["Corporação Batman"]           | |                    |                                                 |
| Batman, Incorporated Vol. 1: Demon Star              | Batman, Incorporated Vol. 2 #0–6 | Maio de 2013       | ISBN 1-4012-3888-2}                             |
| Batman, Incorporated Vol. 2: Gotham's Most Wanted    | Batman, Incorporated Vol. 2 #7–13, Batman, Incorporated Special #1 | Outubro de 2013    | ISBN 978-1401246976                             |
| Arkham Manor ["Mansão Arkham"]                       | |                    |                                                 |
| Arkham Manor Vol. 1                                  | Arkham Manor #1-6 | Julho de 2015      | ISBN 978-1401254582                             |
| Batman Eternal ["Batman Eterno"]                     | |                    |                                                 |
| Batman Eternal Vol. 1                                | Batman Eternal #1-21 | Dezembro de 2014   | ISBN 978-1401251734                             |
| Batman Eternal Vol. 2                                | Batman Eternal #22-34 | Julho de 2015      | ISBN 978-1401252311                             |
| Batman Eternal Vol. 3                                | Batman Eternal #35-52 | Outubro de 2015    | ISBN 978-1401257521                             |
| Batman and Robin Eternal ["Batman & Robin: Eternos"] | |                    |                                                 |
| Batman and Robin Eternal Vol. 1                      | Batman and Robin Eternal #1-13 | Março de 2016      | ISBN 978-1401259679                             |
| Batman and Robin Eternal Vol. 2                      | Batman and Robin Eternal #14-26 | Julho de 2016      | ISBN 978-1401262488                             |
| Batman/Superman                                      | |                    |                                                 |
| Batman/Superman Vol. 1: Cross Worlds                 | Batman/Superman #1–4, Justice League Vol. 2 #23.1 | Maio de 2014       | ISBN 978-1401249342                             |
| Batman/Superman Vol. 2: Game Over                    | Batman/Superman #5–9, Batman/Superman Annual #1, World's Finest #20–21 | Novembro de 2014   | ISBN 978-1401254230                             |
| Batman/Superman Vol. 3: Second Chance                | Batman/Superman #10–15 | Maio de 2015       | ISBN 978-1401254247                             |
| Batman/Superman Vol. 4: Siege                        | Batman/Superman #16–20, Batman/Superman Annual #2, Batman/Superman: Futures End #1 | Dezembro de 2015   | ISBN 978-1401257552                             |
| Batman/Superman Vol. 5: Truth Hurts                  | Batman/Superman #21-27 | Agosto de 2016     | ISBN 978-1401263690                             |
| Batman/Superman Vol. 6                               | Batman/Superman #28-34, Batman/Superman Annual #3 | Março de 2017      | ISBN 978-1401268190                             |

### Batman do Renascimento
Em 2016, a DC Comics voltou a relançar sua continuidade e toda a linha de revistas regulares mensais de super-heróis. Usando o final da iniciativa Os Novos 52 em maio de 2016 como ponto de lançamento, Renascimento (DC Rebirth) veio restaurar o Universo DC para o momento anterior a saga "Flashpoint" ["Ponto de Ignição"], enquanto que incorporou vários elementos de Os Novos 52, incluindo sua continuidade. As obras coletadas estão listadas por ordem da data de publicação, não em ordem cronológica. A lista inclui todos os títulos do Renascimento centrados na figura do Batman.
| Título                                          | Material coletado                                                    | Data de publicação | ISBN                |
| Batman                                          | Batman                                                               | Batman             | Batman              |
| ----------------------------------------------- | -------------------------------------------------------------------- | ------------------ | ------------------- |
| Batman Vol. 1: I Am Gotham                      | Batman: Rebirth #1, Batman Vol. 3 #1-6                               | Janeiro de 2017    | ISBN 978-1401267773 |
| Batman: Night of the Monster Men                | Batman Vol. 3 #7-8, Nightwing #5-6, Detective Comics Vol. 1 #941-942 | Fevereiro de 2017  | ISBN 978-1401270674 |
| Batman Vol. 2: I Am Suicide                     | Batman Vol. 3 #9-15                                                  | Abril de 2017      | ISBN 978-1401268541 |
| Batman Vol. 3: I Am Bane                        | Batman Vol. 3 #16-20, 23-24                                          | Agosto de 2017     | ISBN 978-1401271312 |
| Batman/The Flash: The Button                    | Batman Vol. 3 #21-22, The Flash Vol. 5 #21-22                        | Outubro de 2017    | ISBN 978-1401276447 |
| Detective Comics                                |                                                                      |                    |                     |
| Detective Comics Vol. 1: The Rise Of The Batmen | Detective Comics Vol. 1 #934-940                                     | Fevereiro de 2017  | ISBN 978-1401267995 |
| Detective Comics Vol. 2: The Victim Syndicate   | Detective Comics Vol. 1 #943-949                                     | Maio de 2017       | ISBN 978-1401268916 |
| Detective Comics Vol. 3: League of Shadows      | Detective Comics Vol. 1 #950-956                                     | Outubro de 2017    | ISBN 978-1401276096 |
| All-Star Batman ["Grandes Astros Batman"]       |                                                                      |                    |                     |
| All-Star Batman Vol. 1: My Own Worst Enemy      | All-Star Batman #1-5                                                 | Abril de 2017      | ISBN 978-1401269784 |
| All-Star Batman Vol. 2: Ends of the Earth       | All-Star Batman #6-9                                                 | Setembro de 2017   | ISBN 978-1401274436 |
| Trinity ["Trindade"]                            |                                                                      |                    |                     |
| Trinity Vol. 1: Better Together                 | Trinity Vol. 1 #1-6                                                  | Junho de 2017      | ISBN 978-1401270766 |

### Batman: Legends of the Dark Knight
São obras coletadas da série de quadrinhos Batman: Legends of the Dark Knight, concentrada principalmente nos primeiros contos do Batman, que não são considerados como cânones, que foram usados durante grandes enredos de crossover (como "Knightfall ["A Queda do Morcego"]" and "No Man's Land ["Terra de Ninguém"]"). Não foram completamente coletados.
| Título                                       | Material coletado                                                                                  | Data de publicação                       | ISBN                                                 |
| Batman Legends of the Dark Knight Vol. 1     | Batman Legends of the Dark Knight Vol. 1                                                           | Batman Legends of the Dark Knight Vol. 1 | Batman Legends of the Dark Knight Vol. 1             |
| -------------------------------------------- | -------------------------------------------------------------------------------------------------- | ---------------------------------------- | ---------------------------------------------------- |
| Batman: Shaman                               | Legends of the Dark Knight #1–5                                                                    | Fevereiro de 1998, Janeiro de 2016       | SC: ISBN 978-1563890833 Novo SC: ISBN 978-1401258054 |
| Batman: Gothic                               | Legends of the Dark Knight #6–10                                                                   | Setembro de 2007, Julho de 2015          | SC: ISBN 978-1401215491 Novo HC: ISBN 978-1401255169 |
| Batman: Prey                                 | Legends of the Dark Knight #11–15                                                                  | Outubro de 1992, Junho de 2012           | SC: ISBN 978-0930289683 Novo SC: ISBN 978-1401235154 |
| Batman: Venom                                | Legends of the Dark Knight #16–20                                                                  | Outubro de 1993, Abril de 2012           | SC: ISBN 978-1563891014 Novo SC: ISBN 978-1401233839 |
| Batman: Faces                                | Legends of the Dark Knight #28–30                                                                  | Julho de 2008                            | SC: ISBN 978-1401218201                              |
| Batman: Collected Legends of the Dark Knight | Legends of the Dark Knight #32–34, #38, #42–43                                                     | Maio de 1994                             | SC: ISBN 978-1563891472                              |
| Batman: Other Realms                         | Legends of the Dark Knight #35–36, #76–78                                                          | Julho de 1998                            | SC: ISBN 978-1563894206                              |
| Batman: Dark Legends                         | Legends of the Dark Knight #39–40, #50, #52–54                                                     | Junho de 1996                            | SC: ISBN 978-1563892660                              |
| Batman: Going Sane                           | Legends of the Dark Knight #65–68, #200                                                            | Agosto de 2008                           | SC: ISBN 978-1401218218                              |
| Batman: Monsters                             | Legends of the Dark Knight #71–73, #83–84, #89–90                                                  | Novembro de 2009                         | SC: ISBN 978-1401224943                              |
| Batman: Terror                               | Legends of the Dark Knight #137–141                                                                | Novembro de 2003, Junho de 2012          | SC: ISBN 978-1401201258 Novo SC: ISBN 978-1401235154 |
| Batman: Blink                                | Legends of the Dark Knight #156-158, #164-167                                                      | Fevereiro de 2015                        | SC: ISBN 978-1401251260                              |
| Batman: Snow                                 | Legends of the Dark Knight #192–196                                                                | Março de 2007                            | SC: ISBN 978-1401212650                              |
| Legends of the Dark Knight Vol. 2            | |                                          |                                                      |
| Batman: Legends of the Dark Knight Vol. 1    | Legends of the Dark Knight Vol. 2 #1-5                                                             | Setembro de 2013                         | ISBN 978-1401242398                                  |
| Batman: Legends of the Dark Knight Vol. 2    | Legends of the Dark Knight Vol. 2 #6-10                                                            | Maio de 2014                             | ISBN 978-1401246006                                  |
| Batman: Legends of the Dark Knight Vol. 3    | Legends of the Dark Knight Vol. 2 #11-13, Legends of the Dark Knight 100-Page Super Spectacular #1 | Dezembro de 2014                         | ISBN 978-1401248154                                  |
| Batman: Legends of the Dark Knight Vol. 4    | Legends of the Dark Knight 100-Page Super Spectacular #2-3                                         | Junho de 2015                            | ISBN 978-1401254674                                  |
| Batman: Legends of the Dark Knight Vol. 5    | Legends of the Dark Knight 100 page Super Spectacular #4-5                                         | Novembro de 2015                         | ISBN 978-1401258146                                  |

### Batman Confidential
Esta série foi coletada nos seguintes trade paperbacks.
| Título                        | Material coletado                              | Data de publicação                | ISBN                                            |
| ----------------------------- | ---------------------------------------------- | --------------------------------- | ----------------------------------------------- |
| Batman: Rules of Engagement   | Batman: Confidential #1–6                      | Novembro de 2007 Dezembro de 2008 | HC: ISBN 978-1401214814 SC: ISBN 978-1401217068 |
| Batman: Lovers and Madmen     | Batman: Confidential #7–12                     | Abril de 2008 Abril de 2009       | HC: ISBN 978-1401216832 SC: ISBN 978-1401217426 |
| Batman: The Wrath             | Batman: Confidential #13–16; Batman Special #1 | Dezembro de 2009                  | SC: ISBN 978-1401225148                         |
| Batman: The Cat and the Bat   | Batman: Confidential #17–21                    | Dezembro de 2009                  | SC: ISBN 978-1401224967                         |
| Batman: Dead to Rights        | Batman: Confidential #22–25, #29–30            | Dezembro de 2010                  | SC: ISBN 978-1401229252                         |
| Batman: King Tut's Tomb       | Batman: Confidential #26–28                    | Março de 2010                     | SC: ISBN 978-1401225773                         |
| Batman: The Bat and the Beast | Batman: Confidential #31–35                    | Agosto de 2010                    | SC: ISBN 978-1401227944                         |
| Batman vs. The Undead         | Batman: Confidential #44–48                    | Fevereiro de 2011                 | SC: ISBN 978-1401230357                         |

### Superman/Batman
Esta série foi coletada nos seguintes trade paperbacks.
| Título                                             | Material coletado                                 | Data de publicação | ISBN                                            |
| Primeiras Edições                                  | Primeiras Edições                                 | Primeiras Edições  | Primeiras Edições                               |
| -------------------------------------------------- | ------------------------------------------------- | ------------------ | ----------------------------------------------- |
| Superman/Batman, Vol. 1: Public Enemies            | Superman/Batman #1–6                              | Outubro de 2009    | HC: ISBN 978-1401203238 SC: ISBN 978-1401202200 |
| Superman/Batman, Vol. 2: Supergirl                 | Superman/Batman #8–13                             | Março de 2005      | HC: ISBN 978-1401203474 SC: ISBN 978-1401202507 |
| Superman/Batman, Vol. 3: Absolute Power            | Superman/Batman #14–18                            |                    | HC: ISBN 978-1401204471 SC: ISBN 978-1401207144 |
| Superman/Batman, Vol. 4: Vengeance                 | Superman/Batman #20–25                            | Dezembro de 2008   | HC: ISBN 978-1401209216 SC: ISBN 978-1401210434 |
| Superman/Batman, Vol. 5: Enemies Among Us          | Superman/Batman #28–33                            | Março de 2009      | HC: ISBN 978-1401213305 SC: ISBN 978-1401212438 |
| Superman/Batman, Vol. 6: Torment                   | Superman/Batman #37–42                            | Maio de 2009       | HC: ISBN 978-1401217006 SC: ISBN 978-1401217402 |
| Superman/Batman, Vol. 7: The Search for Kryptonite | Superman/Batman #44–49                            | Novembro de 2009   | HC: ISBN 978-1401219338 SC: ISBN 978-1401220129 |
| Superman/Batman, Vol. 8: Finest Worlds             | Superman/Batman #50–56                            | Julho de 2009      | HC: ISBN 978-1848563773 SC: ISBN 978-1401223328 |
| Superman/Batman, Vol. 9: Night and Day             | Superman/Batman #60–63, #65–67                    | Agosto de 2010     | HC: ISBN 978-1401227920 SC: ISBN 978-1401228088 |
| Superman/Batman, Vol. 10: Big Noise                | Superman/Batman #64, #68–71                       | Dezembro de 2010   | SC: ISBN 978-1401229146                         |
| Superman/Batman, Vol. 11: Worship                  | Superman/Batman #72–75, Annual #4                 | Abril de 2011      | SC: ISBN 978-1401230326                         |
| Superman/Batman, Vol. 12: Sorcerer Kings           | Superman/Batman #78–84                            | Outubro de 2012    | SC: ISBN 978-1401234461                         |
| Novas Edições                                      |                                                   |                    |                                                 |
| Superman/Batman, Vol. 1                            | Superman/Batman #1-13                             | Maio de 2014       | ISBN 978-1401248185                             |
| Superman/Batman, Vol. 2                            | Superman/Batman #14-26                            | Dezembro de 2014   | ISBN 978-1401250799                             |
| Superman/Batman, Vol. 3                            | Superman/Batman #27-36, Superman/Batman Annual #1 | Abril de 2016      | ISBN 978-1401264802                             |
| Superman/Batman, Vol. 4                            | Superman/Batman #37-49, Superman/Batman Annual #2 | Setembro de 2016   | ISBN 978-1401263850                             |
| Superman/Batman, Vol. 5                            | Superman/Batman #50-63, Superman/Batman Annual #3 | Fevereiro de 2017  | ISBN 978-1401265281                             |

### Batman: Shadow of the Bat
| Título                           | Material coletado                                                     | Data de publicação | ISBN                   |
| -------------------------------- | --------------------------------------------------------------------- | ------------------ | ---------------------- |
| Batman: The Last Arkham          | Batman: Shadow of the Bat #1–4                                        | 1995               | ISBN 978-1-56389-190-8 |
| Novas Edições                    |                                                                       |                    |                        |
| Batman: Shadow of the Bat Vol. 1 | Batman: Shadow of the Bat #1-12                                       | Junho de 2016      | ISBN 978-1401263195    |
| Batman: Shadow of the Bat Vol. 2 | Batman: Shadow of the Bat #13-24, Batman: Shadow of the Bat Annual #1 | Maio de 2017       | ISBN 978-1401263195    |

### Batman: Arkham
| Título                          | Material coletado | Data de publicação | ISBN                                            |
| ------------------------------- | --- | ------------------ | ----------------------------------------------- |
| Batman: Arkham City             | Batman: Arkham City #1–5 | Outubro de 2011    | ISBN 978-1401232559                             |
| Batman: Arkham Unhinged Vol. 1  | Batman: Arkham Unhinged #1–5 | Fevereiro de 2013  | HC: ISBN 978-1401237493 SC: ISBN 978-1401240189 |
| Batman: Arkham Unhinged, Vol. 2 | Batman: Arkham Unhinged #6-10 | Agosto de 2013     | ISBN 978-1401240196                             |
| Batman: Arkham Unhinged, Vol. 3 | Batman: Arkham Unhinged #11–15, e Batman: Arkham Unhinged End Game #1                                                                         | Janeiro de 2014    | ISBN 978-1401243050                             |
| Batman: Arkham Unhinged, Vol. 4 | Batman: Arkham Unhinged #16-20 | Agosto de 2014     | ISBN 978-1401246815                             |
| Batman: Arkham Origins          | Batman: Arkham Origins #1-14 | Julho de 2015      | ISBN 978-1401254650                             |
| Batman: Arkham Knight Vol. 1    | Batman: Arkham Knight #1-6 | Julho de 2015      | ISBN 978-1401258047                             |
| Batman: Arkham Knight Vol. 2    | Batman: Arkham Knight #7-12 | Março de 2016      | ISBN 978-1401265052                             |
| Batman: Arkham Knight Vol. 3    | Batman: Arkham Knight #9-12, Batman: Arkham Knight Annual #1, Batman: Arkham Knight Robin #1, Batman: Arkham Knight Batgirl & Harley Quinn #1 | Novembro de 2016   | ISBN 978-1401260675                             |
| Batman: Arkham Knight Genesis   | Batman: Arkham Knight Genesis #1-6 | Março de 2016      | ISBN 978-1401260668                             |

### Coletâneas diversas
| Título                                           | Material coletado | Data de publicação                  | ISBN                                            |
| Edições coletadas de Série Limitada              | Edições coletadas de Série Limitada | Edições coletadas de Série Limitada | Edições coletadas de Série Limitada             |
| ------------------------------------------------ | --- | ----------------------------------- | ----------------------------------------------- |
| Bat-Mite                                         | Bat-Mite #1-6, DC Sneak Peek: Bat-Mite #1 | Fevereiro de 2016                   | ISBN 978-1401261009                             |
| Harley Quinn and Power Girl                      | Harley Quinn and Power Girl #1-6 | Março de 2016                       | ISBN 978-1401259747                             |
| Poison Ivy: Cycle of Life and Death              | Poison Ivy: Cycle of Life and Death #1-6 | Setembro de 2016                    | ISBN 978-1401264512                             |
| Batman: Europa                                   | Batman: Europa #1-4 | Abril de 2016                       | ISBN 978-1401259709                             |
| Edições Coletadas de Crossover                   | |                                     |                                                 |
| The Batman/Judge Dredd Collection                | Batman/Judge Dredd: Judgment On Gotham, Batman/Judge Dredd: Vendetta In Gotham, Batman/Judge Dredd: The Ultimate Riddle, Batman/Judge Dredd: Die Laughing #1-2, Lobo/Judge Dredd: Psycho Bikers Vs. Mutants From Hell! | Janeiro de 2014                     | ISBN 978-1401236786                             |
| Batman Versus Predator: The Collected Edition    | Batman Versus Predator I #1-3 | Abril de 1993                       | ISBN 978-1563890925                             |
| Batman/Grendel                                   | Batman/Grendel: Devil's Riddle, Batman/Grendel: Devil's Masque, Batman/Grendel, Book 1: Devil's Bones, Batman/Grendel Book 2: Devil's Dance                                                                            | Abril de 2008                       | ISBN 978-1593078232                             |
| DC/Dark Horse: Aliens                            | Batman/Aliens #1-2, Batman/Aliens II #1-3, Superman/Batman vs. Aliens/Predator #1-2, WildC.A.T.S/Aliens #1 | Maio de 2016                        | ISBN 978-1401266363                             |
| Hellboy: Masks and Monsters                      | Batman/Hellboy/Starman#1-2, Hellboy/Ghost #1-2 | Outubro de 2010                     | ISBN 978-1595825674                             |
| Batman / Tarzan: Claws of the Cat-woman          | Batman / Tarzan: Claws of the Cat-woman #1-4 | Agosto de 2000                      | ISBN 978-1569714669                             |
| Ghost/Batgirl: The Resurrection Engine           | Ghost/Batgirl #1-4 | Agosto de 2000                      | ISBN 978-1569715703                             |
| Joker/Mask                                       | Joker/Mask #1-4 | Maio de 2001                        | ISBN 978-1569715185                             |
| Batman/Teenage Mutant Ninja Turtles              | Batman/Teenage Mutant Ninja Turtles #1-6 | Agosto de 2016                      | ISBN 978-1401262785                             |
| Batman/Wildcat                                   | Batman/Wildcat #1-3, The Brave and The Bold #88, #97, #110, #118, #122 | Março de 2017                       | ISBN 978-1401267278                             |
| Batman '66                                       | |                                     |                                                 |
| Batman '66 Vol. 1                                | Batman '66 #1-5 | Abril de 2014                       | ISBN 978-1401247218                             |
| Batman '66 Vol. 2                                | Batman '66 #6-10 | Outubro de 2014                     | ISBN 978-1401249328                             |
| Batman '66 Vol. 3                                | Batman '66 #11-16 | Abril de 2015                       | ISBN 978-1401254629                             |
| Batman '66 Vol. 4                                | The Lost Episode #1, Batman '66 #17-22 | Dezembro de 2015                    | ISBN 978-1401257514                             |
| Batman '66 Vol. 5                                | Batman '66 #23-28 | Maio de 2016                        | ISBN 978-1401261054                             |
| Batman '66 Meets the Green Hornet                | Batman '66 Meets the Green Hornet #1-6 | Março de 2015                       | ISBN 978-1401252281                             |
| Batman '66 Meets the Man From U.N.C.L.E.         | Batman '66 Meets the Man From U.N.C.L.E. #1-6 | Setembro de 2016                    |                                                 |
| Batman '66 Meets Wonder Woman '77                | Batman '66 Meets Wonder Woman '77 #1-6 | Janeiro de 2017                     |                                                 |
| Batman '66 Meets Steed and Mrs. Peel             | Batman '66 Meets Steed and Mrs. Peel #1-6 | 7 de Março de 2017                  |                                                 |
| Outros                                           | |                                     |                                                 |
| Batman: Cacophony                                | Batman: Cacophony #1–3 | Setembro de 2009 Setembro de 2010   | HC: ISBN 978-1401224189 SC: ISBN 978-1401224196 |
| Batman: The Widening Gyre                        | Batman: The Widening Gyre #1–6 | Dezembro de 2010                    | HC: ISBN 978-1401228750                         |
| Batman: Challenge of the Man-Bat                 | Detective Comics #395, #397, #400, #402, #407 | Junho de 1989                       | SC: ISBN 978-1852861414                         |
| Batman: Gotham After Midnight                    | Batman: Gotham After Midnight #1–12 | Setembro de 2009                    | SC: ISBN 978-1401222383                         |
| Batman: International                            | Batman: The Scottish Connection; Legends of the Dark Knight #52–53 | Março de 2010                       | SC: ISBN 978-1401226497                         |
| Batman: Joker's Asylum                           | Joker's Asylum: The Joker; Joker's Asylum: Penguin; Joker's Asylum: Two-Face; Joker's Asylum: Scarecrow; Joker's Asylum: Poison Ivy                                                                                    | Dezembro de 2008                    | SC: ISBN 978-1401219550                         |
| Batman: Joker's Asylum, Vol. 2                   | Joker's Asylum: The Riddler; Joker's Asylum: Harley Quinn; Joker's Asylum: Clayface; Joker's Asylum: Killer Croc; Joker's Asylum: Mad Hatter                                                                           | Janeiro de 2011                     | SC: ISBN 978-1401229801                         |
| Batman: Red Water, Crimson Death                 | The Brave and the Bold #84–86, #93 | Agosto de 1990                      | SC: ISBN 978-1852862718                         |
| Batman: Strange Apparitions                      | Detective Comics #469–476, #478–479 | Dezembro de 1999                    | SC: ISBN 978-1563895005                         |
| Batman: The Demon Awakes                         | Batman #232, #243–245, #255 | Outubro de 1989                     | SC: ISBN 978-1852861438                         |
| Batman: The Frightened City                      | The Brave and the Bold #79, #81–83 | Maio de 1990                        | SC: ISBN 978-1852862695                         |
| Batman: The Joker's Revenge                      | Batman #219, #234, #251; World's Finest Comics #175–176 | Janeiro de 1990                     | SC: ISBN 978-1852862534                         |
| Batman: The Ring, the Arrow and the Bat          | Legends of the DC Universe #7–9; Legends of the Dark Knight #127–131 | Dezembro de 2003                    | SC: ISBN 978-1401201265                         |
| Batman: Under the Cowl                           | Stories from Legends of the Dark Knight #168; Batman #512, #666; Batman Beyond #1; Detective Comics #665; Teen Titans (vol. 3) #18                                                                                     | Fevereiro de 2010                   | SC: ISBN 978-1401226565                         |
| Batman: Unseen                                   | Batman: Unseen #1–5 | Outubro de 2010                     | SC: ISBN 978-1401229269                         |
| Batman: Vow from the Grave                       | Batman #237; Detective Comics #404, #408, #410, #439 | Agosto de 1989                      | SC: ISBN 978-1852861421                         |
| Beware the Batman Vol. 1                         | Beware the Batman #1-6 e o quadrinho especial do Free Comic Book Day | Janeiro de 2015                     | SC: ISBN 978-1401249366                         |
| Batman: Black and White Vol. 4                   | Batman: Black and White #1-6 | Julho de 2014                       | ISBN 978-1401246433                             |
| Batman The Silver Age Comics Volume 1: 1966-1967 | | Abril de 2014                       | ISBN 978-1613778456                             |
| Batman The Silver Age Comics Volume 2: 1968-1969 | | Fevereiro de 2015                   | ISBN 978-1631401213                             |
| Batman: Second Chances                           | Batman Vol. 1 #402-403, #408-416 e Batman Annual #11. | Julho de 2015                       | ISBN 978-1401255183                             |
| Batman: The Jiro Kuwata Batmanga Vol. 1          | | Dezembro de 2014                    | ISBN 978-1401252779                             |
| Batman: The Jiro Kuwata Batmanga Vol. 2          | | Julho de 2015                       | ISBN 978-1401255527                             |
| Batman: The Jiro Kuwata Batmanga Vol. 3          | | Fevereiro de 2016                   | ISBN 978-1401257569                             |
| Batman: Gordon of Gotham                         | Batman: Gordon of Gotham #1-4, Batman: GCPD #1-4, Batman: Gordon's Law #1-4 | Setembro de 2014                    | ISBN 978-1401251741                             |
| Batman: Li'l Gotham Vol. 1                       | Detective Comics Annual #11, Batman Annual #27, Batman: Li'l Gotham #1-6 | Fevereiro de 2014                   | ISBN 978-1401244941                             |
| Batman: Li'l Gotham Vol. 2                       | Batman: Li'l Gotham #7-12 | Agosto de 2014                      | ISBN 978-1401247232                             |

### Edições coletadas por artista/roteirista
| Título                                                        | Material coletado | Data de publicação                       | ISBN                                     |
| Tales of the Batman ["Contos do Batman"]                      | Tales of the Batman ["Contos do Batman"] | Tales of the Batman ["Contos do Batman"] | Tales of the Batman ["Contos do Batman"] |
| ------------------------------------------------------------- | --- | ---------------------------------------- | ---------------------------------------- |
| Tales of the Batman: Tim Sale                                 | Showcase '94 #3-4, Legends of the Dark Knight #32-34, Shadow of the Bat #7-9, Solo #1 e Batman Black and White | Dezembro de 2007                         | ISBN 978-1401214609                      |
| Tales of the Batman: Gene Colan volume 1                      | Batman #340, #343–45, #348–51, Detective Comics #510, #512, #517, #523, #528–29 | Agosto de 2011                           | ISBN 978-1401231019                      |
| Tales of the Batman: Don Newton volume 1                      | Batman 305–306, #328; Detective Comics #480, #483–97; The Brave and the Bold #153, #156, #165 | Dezembro de 2011                         | ISBN 978-1401232948                      |
| Tales of the Batman: Archie Goodwin                           | Detective Comics Vol. 1 #437-443, Detective Comics Annual #3, Showcase ‘95 #11,Legends of the Dark Knight #132-136, Batman: Knight Cries e histórias da >Batman Black and Whit | Julho de 2013                            | ISBN 978-1401238292                      |
| Tales of the Batman: Carmine Infantino                        | Detective Comics Vol. 1 #327, #329, #331, #333, #335, #337, #339, #341, #343,#345, #347, #349, #351, #353, #357, #359, #361, #363, #366, #367, #369, #500, Brave and the Bold #172, #183, #190, #194, DC Comics Presents: Batman (volume 2) #1 | Junho de 2014                            | ISBN 978-1401247553                      |
| Tales of the Batman: J.H. Williams III                        | Batman Vol. 1 #526, 550 and 667-669, Batman Annual #21, Legends of the Dark Knight #86-88 e 192-196 Chase #7-8 e Detective Comics Vol. 1 #821 | Julho de 2014                            | ISBN 978-1401247621                      |
| Tales of the Batman: Len Wein                                 | Batman Vol. 1 #307-310, #312-319, #321-324, #326-327, Detective Comics Vol. 1 #408, #444-448, #466, #478-479, #500, #514,Untold Legends of the Batman #1-3 | Dezembro de 2014                         | ISBN 978-1401251543                      |
| Tales of the Batman: Alan Brennert                            | | Julho de 2016                            | ISBN 978-1401263492                      |
| Legends of the Dark Knight ["Lendas do Cavaleiro das Trevas"] | |                                          |                                          |
| Legends of the Dark Knight: Marshall Rogers                   | Batman: Legends of the Dark Knight #132–136, Batman: Dark Detective #1–6, DC Special Series #15, Detective Comics #468, #471–76, #478–79, #481, Secret Origins #6 | Outubro de 2011                          | HC: ISBN 978-1401232276                  |
| Legends of the Dark Knight: Jim Aparo volume 1                | The Brave and the Bold #98, #100–02, #104–122 | Abril de 2012                            | HC: ISBN 978-1401233754                  |
| Legends of the Dark Knight: Alan Davis                        | Detective Comics Vol. 1 #569-575, Batman: Full Circle #1 e histórias da Batman: Gotham Knights #25 | Fevereiro de 2013                        | 978-1401236816                           |
| Legends of the Dark Knight: Jim Aparo volume 2                | The Brave and the Bold #98, #123–136, #138–151 | Outubro de 2013                          | HC: ISBN 978-1401242961                  |
| Legends of the Dark Knight: Norm Breyfogle Vol 1              | Detective Comics Vol.1 #579, #582-594, #601-607 e histórias da Batman Annual #11-12. | Julho de 2015                            | ISBN 978-1401258986                      |
| Edições do Neal Adams                                         | |                                          |                                          |
| Batman Illustrated by Neal Adams volume 1                     | Batman #200, #203, #210, The Brave and the Bold #75–76, #79–85, Detective Comics #370, #372, #385, #389, #391–392, World's Finest Comics #174–176, #178–180, #182, 183, #185–186; além das capas variantes | Outubro de 2003                          | HC: ISBN 978-1-4012-0041-1               |
| Batman Illustrated by Neal Adams volume 2                     | Batman #219; The Brave and the Bold #86, #93, Detective Comics #394–395, #397, #400, #402, #404, #407–408, #410; além das capas variantes | Setembro de 2004                         | HC: ISBN 978-1-4012-0269-9               |
| Batman Illustrated by Neal Adams volume 3                     | Batman #232, #234, #237, #243–245, #251, #255; além de outros | Março de 2006                            | HC: ISBN 978-1-4012-0407-5               |
| Batman: Cover to Cover                                        | | Maio de 2005                             | HC: ISBN 978-1-4012-0659-8               |
| Batman by Neal Adams Omnibus                                  | Batman #200, 203, 210, 217, 220-222, 224-227, 229-232, 234-241, 243-246, 251, 255, The Brave and The Bold #75-76, 79-86, 88-90, 93, 95, 99 Detective Comics #370, 372, 385, 389, 391, e 392, 394-403, 405-422, 439, 600, World's Finest Comics #174-176, 178-180, 182-183, 185, 186, 199, 200, 202, 211, 244-246, 258, Batman Annual #14, Batman Black & White #4, Heroes Against Hunger, Limited Collectors Edition C-25, C-51, C-59; Robin #1, Saga of Ra's Al Ghul #4; Batman: Odyssey Vol. 1 edições #1-6 e Vol. 2 edições #1-7 | Março de 2016                            | ISBN 978-1401255510                      |
| Gallery Editions ["Edições de Galerias"]                      | |                                          |                                          |
| Batman Kelly Jones Gallery Edition                            | Batman Vol. 1 #515-525 | Dezembro de 2014                         | ISBN 978-1401254438                      |
| Superman Batman Michael Turner Gallery Edition                | Superman/Batman #8-13 | Janeiro de 2015                          | ISBN 978-1401257064                      |
| Outras Edições por Artista/Roteirista                         | |                                          |                                          |
| The Complete Frank Miller Batman                              | Batman #404–407 (Year One ["Ano Um"]); The Dark Knight Returns #1–4; "Wanted: Santa Claus – Dead or Alive" da DC Special Series #21 | Dezembro de 1989                         | HC: ISBN 978-0681409699                  |
| Batman By Brian K Vaughan                                     | Batman Vol. 1 #588-590, Detective Comics Vol. 1 #787, Wonderwoman #160-161, Gotham City Secret Files #1 | Março de 2017                            | ISBN 978-1401268381                      |

### Edições Omnibus / Absolute / Noir / Unwrapped / Deluxe
| Título                                                              | Material coletado | Data de publicação                  | ISBN                                |
| Edições Omnibus ["Obras Completas"]                                 | Edições Omnibus ["Obras Completas"] | Edições Omnibus ["Obras Completas"] | Edições Omnibus ["Obras Completas"] |
| ------------------------------------------------------------------- | --- | ----------------------------------- | ----------------------------------- |
| Batman: The Golden Age Omnibus Vol. 1                               | Detective Comics Vol. 1 #27-56, Batman Vol. 1 #1-7, New York's World's Fair Comics #2, World's Best Comics #1, World's Finest Comics #2-3                                                                      | Novembro de 2015                    | ISBN 978-1401260095                 |
| Batman: The Golden Age Omnibus Vol. 2                               | Detective Comics Vol. 1 #57-74, Batman Vol. 1 #8-15, World's Finest Comics #4-9 | Agosto de 2016                      | ISBN 978-1401263768                 |
| Batman: The Golden Age Omnibus Vol. 3                               | Detective Comics Vol. 1 #75-91, Batman Vol. 1 #16-25, World's Finest Comics #10-14 | Abril de 2017                       | ISBN 978-1401269029                 |
| Batman: The Golden Age Omnibus Vol. 4                               | Detective Comics Vol. 1 #92-111, Batman Vol. 1 #26-35, World's Finest Comics #15-22 | Novembro de 2017                    | ISBN 978-1401273590                 |
| Batman & Superman in World's Finest: The Silver Age Omnibus Vol. 1  | Superman Vol. 1 #76, World's Finest Comics #71-116 | Março de 2016                       | ISBN 978-1401261122                 |
| Batman: The Brave & The Bold Bronze Age Omnibus                     | The Brave and the Bold #87-122. | Janeiro de 2017                     | ISBN 978-1401267186                 |
| Batman: Knightfall Omnibus Vol. 1                                   | Batman: Vengeance of Bane, Batman Vol. 1 #491-514, Detective Comics Vol. 1 #659-681, Showcase 93 #7-8, Batman: Shadow of the Bat #17-34, Robin #7-13, Catwoman #6-7, Batman: Legends of the Dark Knight #62-63 | Abril de 2017                       | ISBN 978-1401270421                 |
| Batman: Knightfall Omnibus Vol. 2                                   | Justice League Task Force #5-6, Detective Comics Vol. 1 #667-675, Robin #1, Batman: Shadow of the Bat #19-28, Batman Vol. 1 #501-508, Catwoman #6-7                                                            | Outubro de 2017                     | ISBN 978-1401274368                 |
| Batman & Robin by Peter Tomasi & Patrick Gleason Omnibus            | Batman & Robin Vol. 1 #20-22, Batman & Robin Vol. 2 #0-40, Batman & Robin Annual #1-3, Robin Rises: Omega #1, Robin Rises: Alpha #1, e histórias da Secret Origins #4                                          | Novembro de 2017                    | ISBN 978-1401276836                 |
| Edições Absolute                                                    | |                                     |                                     |
| Absolute Batman: Hush                                               | Batman #608–619, além de extras | Outubro de 2005                     | HC: ISBN 978-1-4012-0426-6          |
| Absolute Dark Knight                                                | The Dark Knight Returns #1–4, The Dark Knight Strikes Again #1–3, além de extras | Agosto de 2006                      | HC: ISBN 978-1-4012-1079-3          |
| Absolute Batman: The Long Halloween                                 | Batman: The Long Halloween #1–13, além de extras | Abril de 2007                       | HC: ISBN 978-1-4012-1282-7          |
| Absolute Batman: Dark Victory                                       | Batman: Dark Victory #0–13 | Maio de 2012                        | HC: ISBN 978-1-4012-3510-9          |
| Absolute Batman and Robin: Batman Reborn                            | Batman and Robin #1–16 e Batman: The Return | Janeiro de 2013                     | HC: ISBN 978-1-4012-3737-0          |
| Absolute Superman/Batman Vol. 1                                     | Superman/Batman #1-13 | Setembro de 2013                    | ISBN 978-1401240967                 |
| Absolute Joker/Luthor                                               | Luthor: Man of Steel #1-5, Joker | Outubro de 2013                     | ISBN 978-1401245047                 |
| Absolute Batman: Haunted Knight                                     | Batman: Legends of the Dark Knight Halloween Special #1, Batman: Madness #1, Batman: Ghosts #1, Catwoman When in Rome #1-6                                                                                     | Dezembro de 2014                    | ISBN 978-1401235109                 |
| Absolute Superman/Batman Vol. 2                                     | Superman/Batman #14-26 | Maio de 2014                        | ISBN 978-1401248178                 |
| Absolute Batman and Robin, The Boy Wonder                           | Batman and Robin #1-10 | Julho de 2014                       | ISBN 978-1401247638                 |
| Absolute Batman Incorporated                                        | Batman, Incorporated Vol. 1 #1-8, Batman, Incorporated Leviathan Rises #1, Batman, Incorporated Vol. 2 #1-13, Batman, Incorporated Special #1                                                                  | Janeiro de 2015                     | HC: ISBN 978-1401251215             |
| Absolute Batman: The Court of Owls                                  | Batman Vol. 2 #1–11 | Novembro de 2015                    | ISBN 978-1401259105                 |
| Absolute Batman Year One                                            | Batman Vol. 1 #404-407 | Novembro de 2016                    | ISBN 978-1401243791                 |
| Edições Batman Noir                                                 | |                                     |                                     |
| Batman Noir: Eduardo Risso: The Deluxe Edition                      | Batman Vol. 1 #620-625, Flashpoint: Batman – Knight of Vengeance #1-3, histórias da Wednesday Comics #1-12 e as histórias curtas da Batman: Gotham Knights #8.                                                 | Junho de 2013                       | ISBN 978-1401238902                 |
| Batman Noir: The Long Halloween                                     | Batman: The Long Halloween #1-14 | Outubro de 2014                     | ISBN 978-1401248833                 |
| Batman Noir: The Dark Knight Returns                                | The Dark Knight Returns #1-4 | Junho de 2015                       | ISBN 978-1401255145                 |
| Batman Noir: Hush                                                   | Batman Vol. 1 #609-619 | Setembro de 2015                    | ISBN 978-1401258030                 |
| Batman Noir: Black Mirror                                           | Detective Comics Vol. 1 #871-877 | Fevereiro de 2016                   | ISBN 978-1401259686                 |
| Edições Unwrapped                                                   | |                                     |                                     |
| Batman: Hush Unwrapped Deluxe                                       | Batman Vol. 1 #609-619 | Julho de 2011                       | ISBN 978-1401229924                 |
| Batman Unwrapped by Andy Kubert                                     | Batman Vol. 1 #655-658, #664-666, #686 e #700, Detective Comics Vol. 1 #853, #852 e #846. | Março de 2014                       | ISBN 978-1401242428                 |
| Batman Unwrapped: The Court of Owls                                 | Batman Vol. 2 #1-11 | Setembro de 2014                    | ISBN 978-1401245078                 |
| Batman: The Dark Knight Unwrapped by David Finch                    | Batman: The Dark Knight Vol. 1 #1-3, Batman: The Return #1 e Batman: The Dark Knight Vol. 2 #1-7 e #9 | Maio de 2015                        | ISBN 978-1401248840                 |
| Batman R.I.P Unwrapped                                              | Batman #676-681 | Novembro de 2015                    | ISBN 978-1401256883                 |
| Edições Deluxe                                                      | |                                     |                                     |
| Batman: The Killing Joke Deluxe Edition                             | | Março de 2008                       | ISBN 978-1401216672                 |
| Batman: Whatever Happened to the Caped Crusader? Deluxe Edition     | Batman vol. 1 #686 e Detective Comics vol. 1 #853 e histórias da Secret Origins vol. 2 #36,Secret Origins Special #1, e Batman Black and White #2                                                              | Julho de 2009                       | ISBN 978-1401223038                 |
| Batman and Robin, Vol. 1: Batman Reborn Deluxe Edition              | Batman and Robin, Vol. 1 #1-6 | Abril de 2010                       | ISBN 978-1401225667                 |
| Batman: R.I.P. Deluxe Edition                                       | Batman #676-683 e DC Universe #0. | Junho de 2010                       | ISBN 978-1401225766                 |
| Batman and Robin, Vol. 2: Batman vs. Robin Deluxe Edition           | Batman and Robin, Vol. 1 #7-12 | Novembro de 2010                    | ISBN 978-1401228330                 |
| Batman: The Return of Bruce Wayne Deluxe Edition                    | Batman: The Return of Bruce Wayne #1-6 | Fevereiro de 2011                   | ISBN 978-1401229689                 |
| Batman and Robin, Vol. 3: Batman and Robin Must Die! Deluxe Edition | Batman and Robin Vol. 1 #13-16; Batman: The Return #1 | Maio de 2011                        | ISBN 978-1401230913                 |
| Planetary/Batman Deluxe Edition                                     | Planetary/Batman: Night on Earth | Junho de 2011                       | ISBN 978-1401231842                 |
| Batman: Noel Deluxe Edition                                         | | Novembro de 2011                    | ISBN 978-1401232139                 |
| Batman: The Dark Knight Golden Dawn Deluxe Edition                  | Batman: The Dark Knight Vol. 1 #1-5, Batman: The Return #1, Superman/Batman #75 | Janeiro de 2012                     | ISBN 978-1401232153                 |
| Batman: Year One Deluxe Edition                                     | Batman Vol. 1 #404-407 | Março de 2012                       | ISBN 978-1401233426                 |
| Batman Incorporated Vol. 1 Deluxe Edition                           | Batman Incorporated, Vol. 1 #1-8 e Leviathian Strikes Parts 1 & 2 | Abril de 2012                       | ISBN 978-1401232122                 |
| Batman: The Black Glove Deluxe Edition                              | Batman Vol. 1 #655-658, 663-669, 672-675 | Junho de 2012                       | ISBN 978-1401233365                 |
| Batman: Death by Design Deluxe Edition                              | | Junho de 2012                       | ISBN 978-1401234539                 |
| Batman/Deathblow: After the Fire Deluxe Edition                     | Batman/Deathblow: After the Fire #1-3 | Fevereiro de 2013                   | ISBN 978-1401237721                 |
| Arkham Asylum: Living Hell Deluxe Edition                           | Arkham Asylum: Living Hell #1-6. | Junho de 2014                       | ISBN 978-1401247515                 |
| Damian: Son of Batman Deluxe Edition                                | Damian, Son of Batman #1-4 Batman Vol. 1 #666. | Julho de 2014                       | ISBN 978-1401246426                 |
| Batman Arkham Asylum 25th Anniversary Deluxe Edition                | | Novembro de 2014                    | ISBN 978-1401251246                 |
| Batman Adventures: Mad Love Deluxe Edition                          | Batman Adventures: Mad Love #1 | Abril de 2015                       | ISBN 978-1401255121                 |
| Batman: Gothic Deluxe Edition                                       | Batman: Legends of the Dark Knight #6-10 | Julho de 2015                       | ISBN 978-1401255169                 |
| Batman: Year 100 & Other Tales Deluxe Edition                       | Batman: Year 100 #1-4, incluindo as histórias "Batman of Berlin, "Broken Nose," e "Teenage Sidekick" | Outubro de 2015                     | ISBN 978-1401258078                 |
| Batman: The Dark Knight Saga Deluxe Edition                         | The Dark Knight Returns #1-4, The Dark Knight Strikes Again #1-3 | Novembro de 2015                    | ISBN 978-1401256913                 |
| Batman/Superman/Wonderwoman: Trinity Deluxe Edition                 | Batman/Superman/Wonderwoman: Trinity #1-3. | Janeiro de 2016                     | ISBN 978-1401256906                 |
| Harley and Ivy: The Deluxe Edition                                  | Batman: Harley and Ivy #1-3, Batman Adventures Annual #1, Batman Adventures Holiday Annual #1, Batman and Robin Adventures #8, Batgirl Adventures #1, Batman: Gotham Knights #14, Batman: Black and White #3   | Fevereiro de 2016                   | ISBN 978-1401260804                 |
| Batman/Two-Face by James Robinson Deluxe Edition                    | Batman Vol. 1 #651-654, Detective Comics Vol. 1 #817-820 | Janeiro de 2017                     | ISBN 978-1401265724                 |
| Batman: Death & the Maidens Deluxe Edition                          | Batman: Death & the Maidens #1-9 | Janeiro de 2017                     | ISBN 978-1401265939                 |
| Batman by Azzarello & Risso Deluxe Edition                          | Batman Vol. 1 #620-625, Flashpoint: Batman – Knight of Vengeance #1-3, histórias da Wednesday Comics #1-12 e as breves histórias da Batman: Gotham Knights #8.                                                 | ISBN 978-1401271015                 |                                     |
| Batman Vol. 1 & Vol. 2 Deluxe Edition                               | Batman: Rebirth #1, Batman Vol. 3 #1-12 | Agosto de 2017                      | ISBN 978-1401271329                 |

### Edições de antologias
| Título                                                                | Material coletado | Data de publicação           | ISBN                                            |
| Greatest Stories Ever Told                                            | Greatest Stories Ever Told | Greatest Stories Ever Told   | Greatest Stories Ever Told                      |
| --------------------------------------------------------------------- | --- | ---------------------------- | ----------------------------------------------- |
| The Greatest Batman Stories Ever Told                                 | Batman #1, #25, #47, #61, #156, #234, #250, #312; Detective Comics #31–32, #211, #235, #345, #404, #429, #437, #442, #457, #474, #482, #500; World's Finest Comics #94; The Brave and the Bold #197; Star Spangled Comics #124; DC Special Series #15 | Outubro de 1997 1988         | SC: ISBN 978-0930289669 HC: ISBN 978-0930289355 |
| The Greatest Batman Stories Ever Told, Vol. 2                         | Batman #1, #62, #76, #169, #190, #197, #257, #345–346, #355, Annual #11; Detective Comics #58, #203, #473, #568 | Julho de 1992                | SC: ISBN 978-0446394277                         |
| Batman: The Greatest Stories Ever Told, Vol. 1                        | Batman #5, #62, #156, #250–251; Batman: Gotham Knights #32; Legends of the Dark Knight #79; DC Special Series #15, #21; Detective Comics #33, #439, #574 | Maio de 2005                 | SC: ISBN 978-1401204440                         |
| Batman: The Greatest Stories Ever Told, Vol. 2                        | Batman #1, #108, #153, #246; Batman Chronicles #5, #21; The Brave and the Bold #184; Detective Comics #526; Batgirl: Year One #4; Secret Origins #6 | Fevereiro de 2007            | SC: ISBN 978-1401212148                         |
| The Greatest Joker Stories Ever Told                                  | Batman #1, #4, #63, #73–74, #110, #159, #163, #251, #321; Detective Comics #168, #475–476; World's Finest Comics #61, #88; Batman Kellogg's Special #2; The Brave and the Bold #111; The Joker #3 | Outubro de 1997 1988         | SC: ISBN 978-0930289362 HC: ISBN 0-9302-8936-6  |
| The Joker: The Greatest Stories Ever Told                             | Batman #1, #66, #73, #110, #321, #613; The Batman Adventures Annual #1; Batman: The Long Halloween #4; Detective Comics #332, #475–476, #826; Batman: Black and White, Vol. 2 | Junho de 2008                | SC: ISBN 978-1401218089                         |
| Stacked Deck: The Greatest Joker Stories Ever Told (Expanded Edition) | Batman #1, #4, #63, #73–74, #110, #159, #163, #251, #321, #353; Batman Kellogg's Special #2, The Brave and the Bold #111; Detective Comics #475–476, #569–570; The Joker #3; World's Finest Comics #61, #88 | Novembro de 1990             | HC: ISBN 978-0681410152                         |
| Superman/Batman: The Greatest Stories Ever Told                       | Histórias da Superman #76; World's Finest Comics #142, 159, 176 e 207; The Man of Steel #3; Batman and Superman: World's Finest Book 7; Superman/Batman Annual #1; Superman/Batman Secret Files and Origins 2003 #1 | Março de 2007                | SC: ISBN 978-1401212278                         |
| Edições Decade                                                        | |                              |                                                 |
| Batman in the Forties                                                 | Histórias da Batman #7, #15, #20, #31, #37, #47–49; Detective Comics #27, #38, #49, #80; Real Fact Comics #5; Star Spangled Comics #70; World's Finest Comics #30 | Maio de 2004                 | ISBN 978-1-4012-0206-4                          |
| Batman in the Fifties                                                 | Histórias da Batman #62, #81, #92, #105, #113, #121, #128; Detective Comics #156, #168, #185, #216, #233, #244, #252, #267; World's Finest Comics #81 | Maio de 2002                 | ISBN 978-1-56389-810-5                          |
| Batman in the Sixties                                                 | Histórias da Batman #131, #144, #148, #155, #179, #181, #200, #217; Batman Kellogg's Special #6; Detective Comics #298, #341, #349, #369, #388–391 | Março de 1999                | ISBN 978-1-56389-491-6                          |
| Batman in the Seventies                                               | Histórias da Batman #232, #237, #260; Batman Family #1; DC Super Stars #17; Detective Comics #407, #410, #442, #457, #481 | Janeiro de 2000              | ISBN 978-1-56389-565-4                          |
| Batman in the Eighties                                                | Histórias da Batman #321, #348, #374; Batman Special #1; DC Sampler #3; Detective Comics #500, #518–519, #571; The New Titans #55 | Outubro de 2004              | ISBN 978-1-4012-0241-5                          |
| Edições do Batman Arkham                                              | |                              |                                                 |
| Batman Arkham: The Riddler                                            | Detective Comics Vol. 1 #140, #142, #377, #822, #837, Batman Vol. 1 #171, #179, #292, #317, #362, Batman Vol. 2 #23.2, Brave and the Bold #183, Joker's Asylum II: The Riddler #1 e Legends of the Dark Knight 100 Page Spectacular #2. | Maio de 2015                 | ISBN 978-1401255138                             |
| Batman Arkham: Two-Face                                               | Brave and the Bold #183, Batman #171, #179, #292, #317, #362, Batman & Robin #23, Detective Comics #140, #142, #377, #822, #837 e Legend of the Dark Knight #100 | Outubro de 2015              | ISBN 978-1401258153                             |
| Batman Arkham: Scarecrow                                              | Detective Comics Vol. 1 #73, #389, #486, #540; Detective Comics Vol. 2 #23.3, Batman Vol. 1 #189, #296, #373, #523, #524; Batman Annual #19; World's Finest #3 e Joker's Asylum: Scarecrow #1 | Abril de 2016                | ISBN 978-1401260620                             |
| Batman Arkham: Killer Croc                                            | Detective Comics Vol. 1 #525, #660 e #808-810; Batman Vol. 1 #358, #359, #471, #489, #512, #521 e #522; Batman and Robin #23.4; Joker's Asylum: Killer Croc #1; e The Batman Chronicles #3 | Junho de 2016                | ISBN 978-1401263454                             |
| Batman Arkham: Poison Ivy                                             | Batman Vol. 1 #181, #339, Batman: Legends of the Dark Knight #42-43, Batman: Poison Ivy #1, Batman: Shadow of the Bat Annual #3, Batman Villians: Secret Files and Origins #1, Detective Comics Vol. 2 #23.1, Gotham City Sirens #8, Joker's Asylum: Poison Ivy #1, Secret Origins #36, The Batman Chronicles #10, Who's Who: The Definitive Directory of the DC Universe #18, Who's Who in the DC Universe #5, e World's Finest Comics #251-252. | Setembro de 2016             | ISBN 978-1401264451                             |
| Batman Arkham: Man-Bat                                                | | Janeiro de 2017              | ISBN 978-1401265922                             |
| Batman Arkham: Mister Freeze                                          | | Maio de 2017                 | ISBN 978-1401268879                             |
| Outras Edições dos Vilões do Batman                                   | |                              |                                                 |
| Batman featuring Two-Face and the Riddler                             | | Agosto de 1995               | ISBN 978-1563891984                             |
| Batman: Tales of the Demon                                            | Batman #232, #235, #240, #242–244; Detective Comics #411, #485, #489–490; DC Special Series #15 | Fevereiro de 1998            | SC: ISBN 978-0930289942                         |
| Batman: Anarky                                                        | Detective Comics #608–609; The Batman Chronicles #1; Batman: Shadow of the Bat #40–41; Anarky #1–4 | Fevereiro de 1999            | SC: ISBN 978-1563894374                         |
| Batman: Scarecrow Tales                                               | World's Finest Comics #3; Batman #189, #262; The Joker #8; Detective Comics #503, #571; Scarecrow (Villains) #1; Gotham Knights #23 | Janeiro de 2005 Maio de 2005 | HC: ISBN 978-1415612569 SC: ISBN 978-1401204433 |
| Batman: Harley Quinn                                                  | Batman: Harley Quinn #1, Batman: Gotham Knights #14, #30, Detective Comics #831, #837, Joker's Asylum II: Harley Quinn #1, Batman: Black and White #1, #3, Legends of the Dark Knight 100-Page Super Spectacular #1 e Detective Comics #23.2 | Julho de 2015                | ISBN 978-1401255176                             |
| A Celebration of 75 Years                                             | |                              |                                                 |
| Batman: A Celebration of 75 Years                                     | Detective Comics Vol. 1 #27, #83, #211, #216, #327, #359, #395, #442, #474, #574, #633, #711, #757 e #821, Batman Vol. 1 #1, #49, #181, # 497, Batman Vol. 2 #2, World's Finest Comics #94, DC Special Series #21 e Batman Special #1. | Julho de 2014                | ISBN 978-1401247584                             |
| The Joker: A Celebration of 75 Years                                  | Batman Vol. 1 #1, 5, 25, 32, 85, 163, 251, 427, Batman Vol. 2 #15 Detective Comics Vol. 1 #64, 168, 180, 475, 476, 726, 741, 826, Detective Comics Vol. 2 #1, World's Finest Comics #61, Superman #9 e Batman: Legends of the Dark Knight #66. | Julho de 2014                | ISBN 978-1401247591                             |
| Robin the Boy Wonder: A Celebration of 75 Years                       | | Maio de 2015                 | ISBN 978-1401255367                             |
| Catwoman: A Celebration of 75 Years                                   | | Novembro de 2015             | ISBN 978-1401260064                             |
| Batgirl: A Celebration of 50 Years                                    | | Fevereiro de 2017            | ISBN 978-1401268169                             |

### Coleções Batman Beyond
| Título                                         | Material coletado | Data de publicação   | ISBN                 |
| Batman Beyond Vol. 1                           | Batman Beyond Vol. 1 | Batman Beyond Vol. 1 | Batman Beyond Vol. 1 |
| ---------------------------------------------- | --- | -------------------- | -------------------- |
| Batman: Beyond                                 | Batman Beyond Vol. 1 #1-6 | Março de 2000        | ISBN 978-1563896040  |
| Batman Beyond Vol. 3                           | |                      |                      |
| Batman Beyond: Hush Beyond                     | Batman Beyond Vol. 3 #1-6 | Março de 2011        | ISBN 978-1401229887  |
| Batman Beyond Vol. 4                           | |                      |                      |
| Batman Beyond: Industrial Revolution           | Batman Beyond Vol. 4 #1-8 | Janeiro de 2012      | ISBN 978-1401233747  |
| Batman Beyond Vol. 5 (Batman Beyond Unlimited) | |                      |                      |
| Batman Beyond: 10,000 Clowns                   | Histórias do Batman do Futuro da Batman Beyond Unlimited #1-13 (Batman Beyond capítulos digitas #1–18)                                                                                      | Maio de 2013         | ISBN 978-1401240349  |
| Justice League Beyond: Konstriction            | Histórias da Liga da Justiça da Batman Beyond Unlimited #1-10 (Justice League Beyond capítulos digitas #1-16)                                                                               | Maio de 2013         | ISBN 978-1401240233  |
| Superman Beyond: Man of Tomorrow               | Superman Beyond #0, Superman/Batman Annual #4 e histórias do Superman do Futuro da Batman Beyond Unlimited #1-10 (Superman Beyond capítulos digitais #1-10)                                 | Abril de 2013        | ISBN 978-1401238230  |
| Justice League Beyond: In Gods We Trust        | Histórias da Liga da Justiça do Futuro e Superman do Futuro da Batman Beyond Unlimited #10-17 (Justice League Beyond capítulos digitais #17-25 e Superman Beyond capítulos digitais #11-20) | Março de 2014        | ISBN 978-1401247546  |
| Batman Beyond: Batgirl Beyond                  | Histórias do Batman do Futuro da Batman Beyond Unlimited #11-18 (Batman Beyond capítulos digitais #19-28) & Batman Beyond Vol. 2 #1-2                                                       | Abril de 2014        | ISBN 978-1401247539  |
| Batman Beyond Vol. 6 (Batman Beyond 2.0)       | |                      |                      |
| Justice League Beyond: Power Struggle          | Histórias da Liga da Justiça do Futuro da Batman Beyond Universe #1-8 (Justice League Beyond 2.0 capítulos digitais #1-8)                                                                   | Outubro de 2014      | ISBN 978-1401250737  |
| Batman Beyond 2.0: Rewired                     | Histórias do Batman do Futuro da Batman Beyond Universe #1-8 (Batman Beyond 2.0 capítulos digitais #1-8)                                                                                    | Novembro de 2014     | ISBN 978-1401250607  |
| Batman Beyond 2.0 Vol. 2: Justice Lords Beyond | Histórias do Batman do Futuro & Liga da Justiça do Futuro da Batman Beyond Universe #9-12 (Batman Beyond 2.0 capítulos digitais #9-16, Justice League Beyond 2.0 capítulos digitais #9-16)  | Março de 2015        | ISBN 978-1401254643  |
| Batman Beyond 2.0 Vol. 3: Mark of the Phantasm | Histórias do Batman do Futuro & Liga da Justiça do Futuro da Batman Beyond Universe #13-16                                                                                                  | Setembro de 2015     | ISBN 978-1401258016  |
| Batman Beyond Vol. 7                           | |                      |                      |
| Batman Beyond: Brave New Worlds                | Batman Beyond Vol. 7 #1-6 | Março de 2016        | ISBN 978-1401261917  |
| Batman Beyond: City of Yesterday               | Batman Beyond Vol. 7 #7-11 | Outubro de 2016      | ISBN 978-1401264703  |
| Batman Beyond: Wired for Death                 | Batman Beyond Vol. 7 #12-16, Batman Beyond: Rebirth #1 | Fevereiro de 2017    | ISBN 978-1401270391  |

### Coleções do Batman de Séries Animadas
| Título                                            | Material coletado                                                                                    | Data de publicação | ISBN                            |
| Edições Originais                                 | Edições Originais                                                                                    | Edições Originais  | Edições Originais               |
| ------------------------------------------------- | --- | ------------------ | ------------------------------- |
| The Batman Adventures                             | The Batman Adventures #1–6                                                                           | Dezembro de 1993   | SC: ISBN 978-1563890987         |
| The Dark Knight Adventures                        | The Batman Adventures #7–12                                                                          | Junho de 1994      | SC: ISBN 978-1563891243         |
| The Batman Adventures: The Lost Years             | The Batman Adventures: The Lost Years #1–5                                                           | Fevereiro de 1999  | ISBN 978-1563894831             |
| Batman: Gotham Adventures                         | Batman: Gotham Adventures #1–6                                                                       | Junho de 2000      | SC: ISBN 978-1563896163         |
| The Batman Adventures: Dangerous Dames and Demons | The Batman Adventures Annual #1–2; The Batman Adventures: Mad Love; Adventures in the DC Universe #3 | Junho de 2003      | SC: ISBN 978-1563899737         |
| Batman: Harley and Ivy                            | Batman: Gotham Knights #14 Harley and Ivy: Love on the Lam Batman: Harley and Ivy #1–3               | Julho de 2007      | ISBN 978-1401213336             |
| Batman Adventures (Formatinho)                    | |                    |                                 |
| Batman Adventures Vol 1: Rogues' Gallery          | Batman Adventures #1–4; Batman: Gotham Adventures #50                                                | Julho de 2004      | Formatinho: ISBN 978-1401203290 |
| Batman Adventures Vol 2: Shadows and Masks        | Batman Adventures #5–9                                                                               | Julho de 2004      | Formatinho: ISBN 978-1401203306 |
| The Batman Strikes! Vol. 1: Crime Time            | The Batman Strikes! #1–5                                                                             | Junho de 2005      | SC: ISBN 978-1401205096         |
| The Batman Strikes! Vol. 2: In Darkest Knight     | The Batman Strikes! #6–10                                                                            | Setembro de 2005   | SC: ISBN 978-1401205102         |
| The Batman Strikes! Vol. 3: Duty Calls            | The Batman Strikes! #11–14, #16–18                                                                   | Setembro de 2007   | SC: ISBN 978-1401215484         |
| Batman Adventures (Edições Revisadas da Coleção)  | |                    |                                 |
| The Batman Adventures Vol. 1                      | The Batman Adventures #1–10                                                                          | Novembro de 2014   | ISBN 978-1401252298             |
| The Batman Adventures Vol. 2                      | The Batman Adventures #11–20                                                                         | Maio de 2015       | ISBN 978-1401254636             |
| The Batman Adventures Vol. 3                      | The Batman Adventures #21–27, Annual 1                                                               | Novembro de 2015   | ISBN 978-1401258726             |
| The Batman Adventures Vol. 4                      | The Batman Adventures #28-35                                                                         | Maio de 2016       | ISBN 978-1401260613             |
| Batman & Robin Adventures Vol. 1                  | Batman & Robin Adventures #1-10                                                                      | Dezembro de 2016   | ISBN 978-1401267834             |